# Puno
Puno es una ciudad del sureste del Perú, es la capital del distrito, provincia y departamento homónimos, está ubicada en la meseta del altiplano de los Andes a orillas del lago Titicaca.
Fue poblada inicialmente por los puquinas y los uros. Alr del 1 de agosto de 1535, en la que Francisco Pizarro hace entrega a Gómez de Mazuelas la Encomienda de Puno. En 1543, el cronista Pedro Gutiérrez de Santa Clara describe al tambo de Puno en la Ordenanzas de Tambos dictadas por el gobernador del Perú don Cristóbal Vaca de Castro. Posteriormente en 1563, se construye la primera parroquia católica de nativos con el nombre de San Juan Bautista de Puñuypampa, del quechua 'lugar de descanso'.
El 9 de septiembre de 1668 se fundó la villa española, con la denominación de Nuestra Señora de la Concepción y San Carlos en honor al rey Carlos II, y se estableció que esta villa sea la capital del corregimiento de Paucarcolla, desde esa fecha Puno hace la vez de capital provincial y posteriormente la población castellana de Nuestra Señora de la Concepción y San Carlos se unió a la población de nativos de San Juan Bautista. Ocho semanas después, el 4 de noviembre, se realizaba la misa de acción de gracias que solemnizaba la instauración de la flamante villa. Luego de la rebelión de Túpac Amaru II en 1784, se formó la intendencia de Puno con cinco corregimientos, la villa de Puno se convirtió en capital de intendencia, es decir en capital departamental, puesto que las intendencias tienen su equivalente en los departamentos. El 14 de octubre de 1805, la villa de Nuestra Señora de la Concepción y San Carlos adquiría un nuevo rango, el de ciudad, conferida por real orden distinguida por Carlos IV.
Su fiesta de la Virgen de la Candelaria fue declarada Patrimonio Cultural Inmaterial de la Humanidad por la Unesco el 27 de noviembre de 2014.

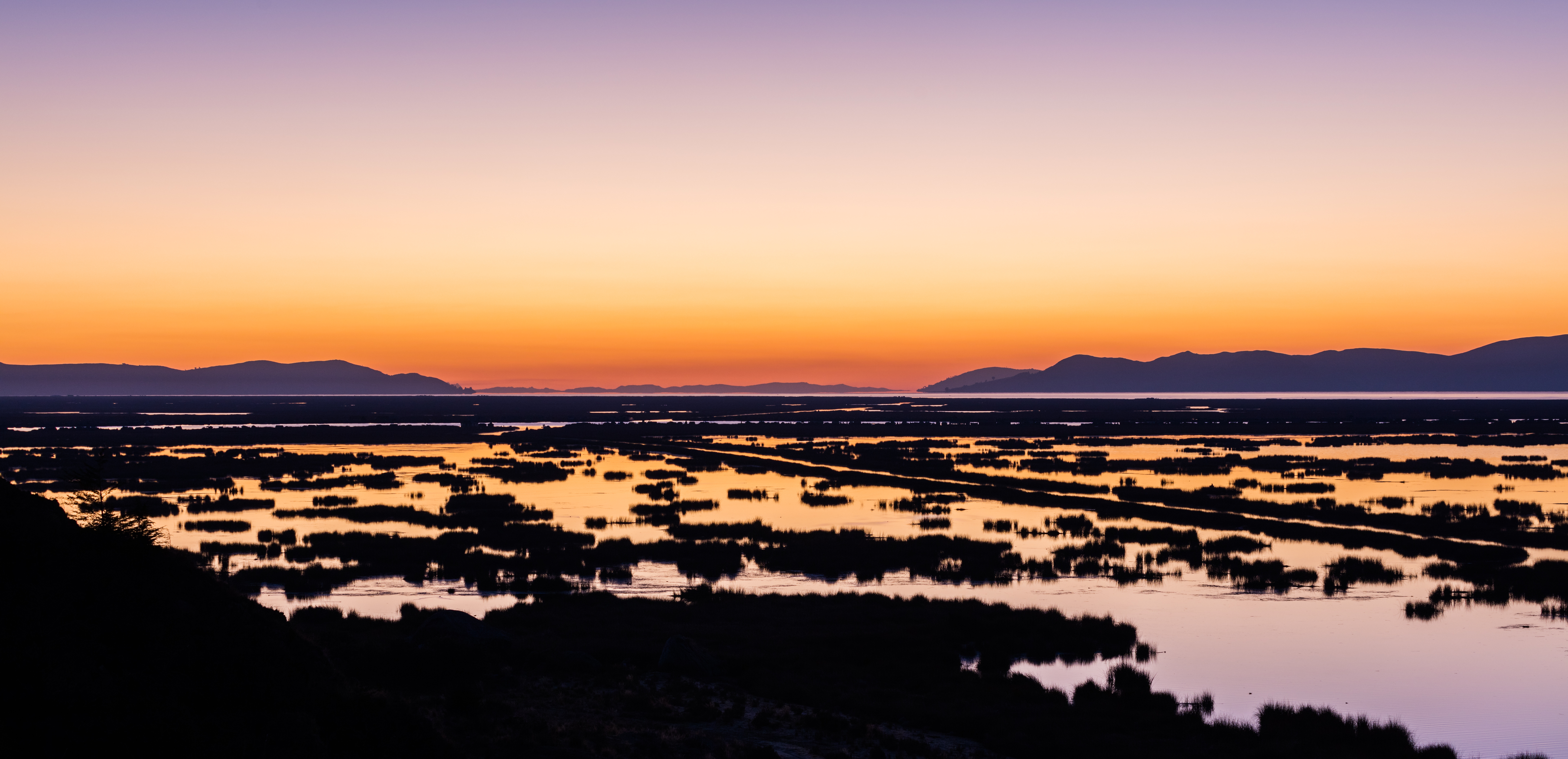
Amanecer Lago Titicaca.

La ciudad de Puno según el censo peruano de 2017 es la vigésima ciudad más poblada del Perú y albergaba una población urbana de 129 922 habitantes aproximadamente.

Su extensión abarca desde el centro poblado de Uros Chulluni al noreste, la zona urbana del distrito de Paucarcolla al norte, la urbanización Ciudad de la Humanidad Totorani al noroeste (carretera a Arequipa) y se extiende hasta el centro poblado de Ichu al sur y la comunidad Mi Perú al suroeste (carretera a Moquegua).
El espacio físico está comprendido desde la orilla occidental del lago Titicaca, en la bahía interior de Puno (antes Paucarcolla), sobre una superficie ligeramente ondulada (la parte céntrica), rodeada por cerros. La parte alta de la ciudad tiene una superficie semiplana (Comunidad Mi Perú, Yanamayo). Oscilando entre los 3810 a 4050 m s. n. m. (entre las orillas del lago y las partes más altas). Puno es una de las ciudades más altas del Perú y la quinta del mundo. Actualmente tiene una extensión de 1566,64 ha, la cual representa el 0,24 % del territorio de la provincia de Puno.

## Historia
Puno es una región del Perú ubicada junto al lago Titicaca, considerado el lago navegable más alto del mundo. Según la leyenda inca, fue desde este lago que emergieron Manco Cápac y Mama Ocllo para fundar el Imperio Inca. Antes de los incas, la zona fue habitada por culturas como la Pukara, Tiahuanaco y Colla. Durante la colonia, Puno fue un importante centro minero y comercial. Hoy es reconocido por su riqueza cultural, especialmente por sus tradiciones andinas y la fiesta de la Virgen de la Candelaria.

### Época prehispánica (10000a.C.-1532)
En 10 000 a. C. cazadores y recolectores nómades, unidos por lazos familiares y búsqueda de alimentos, recorrieron la meseta, cazando tarucas, alpacas, llamas, vizcachas entre otros.
Se han encontrado tumbas, y cavernas con restos humanos, cerámicos y tejidos en las colinas de los cerros cercanos Huajsapata e isla Esteves, pertenecientes a grupos humanos aborígenes con predominio de la cultura pucará y la cultura tiahuanaco.
En la región de Puno se organizó el centro urbano más antiguo del área, llamado Pucará, con una arquitectura monumental, escultura y cerámica valiosa. Allí culminó toda la etapa previa de domesticación de plantas y animales alto andinos y se forjó luego lo que sería la civilización de Tiahuanaco.
Desde esa época comenzó la construcción de grandes edificios en forma de pirámides alargadas y truncas, que luego caracterizarían a pucará. Aproximadamente hacia el 200 a 300 d. C.
Al descomponerse tiahuanaco entre los siglos XII y XIII, se forman varios reinos independiente: los collas, con centro en Atuncolla y Sillustani; los lupacas, con centro en Juli y Chucuito, con notables asentamientos como el de Cochacacha; y los pacajes, alrededor del Desaguadero. 
Los puquinas, una vez que salieron del lago Titicaca por la actual bahía de Puno, se desplazaron hacia el lago Umayo, en cuyas proximidades fundaron el pueblo de Atuncolla en el año 1200 aproximadamente, la última capital de los puquinas. Al respecto, Pedro Gutiérrez de Santa Clara registraba a Manco Cápac en su Historia de las guerras más que civiles que hubo en el Reino del Perú, del año 1548, y según relatos recogidos: «Este Mango Ynga Çapalla… Después que se vido hecho señor desta gran prouincia y que todos los curacas y principales yndios le seruian como a señor natural fundo vn pueblo nueuo que llamo Atuncollao, que quiere dezir el gran Qollao. En este pueblo pusso su asiento y corte real porque no se le reuelassen los yndios que auia conquistado».

### Época virreinal (1550-1825)
A la visita del virrey don Francisco de Toledo, en 1573, había en Puno 4 705 habitantes. A partir de 1575, empieza a figurar como pueblo, asumiendo funciones de carácter económico, relaciones mercantiles, asentamiento de mineros, flujos migratorios y trajinantes que la van convirtiendo en un punto de concentración, con un nuevo rol que adquiriría en el siglo XVII, siendo un punto de paso entre Arequipa, Cuzco, La Paz y Potosí.
En 1657, se descubren las minas de plata de Laikakota, alrededor de la que empezó a organizarse una población de mineros y en cuyo espacio se configuró San Luis de Alba.

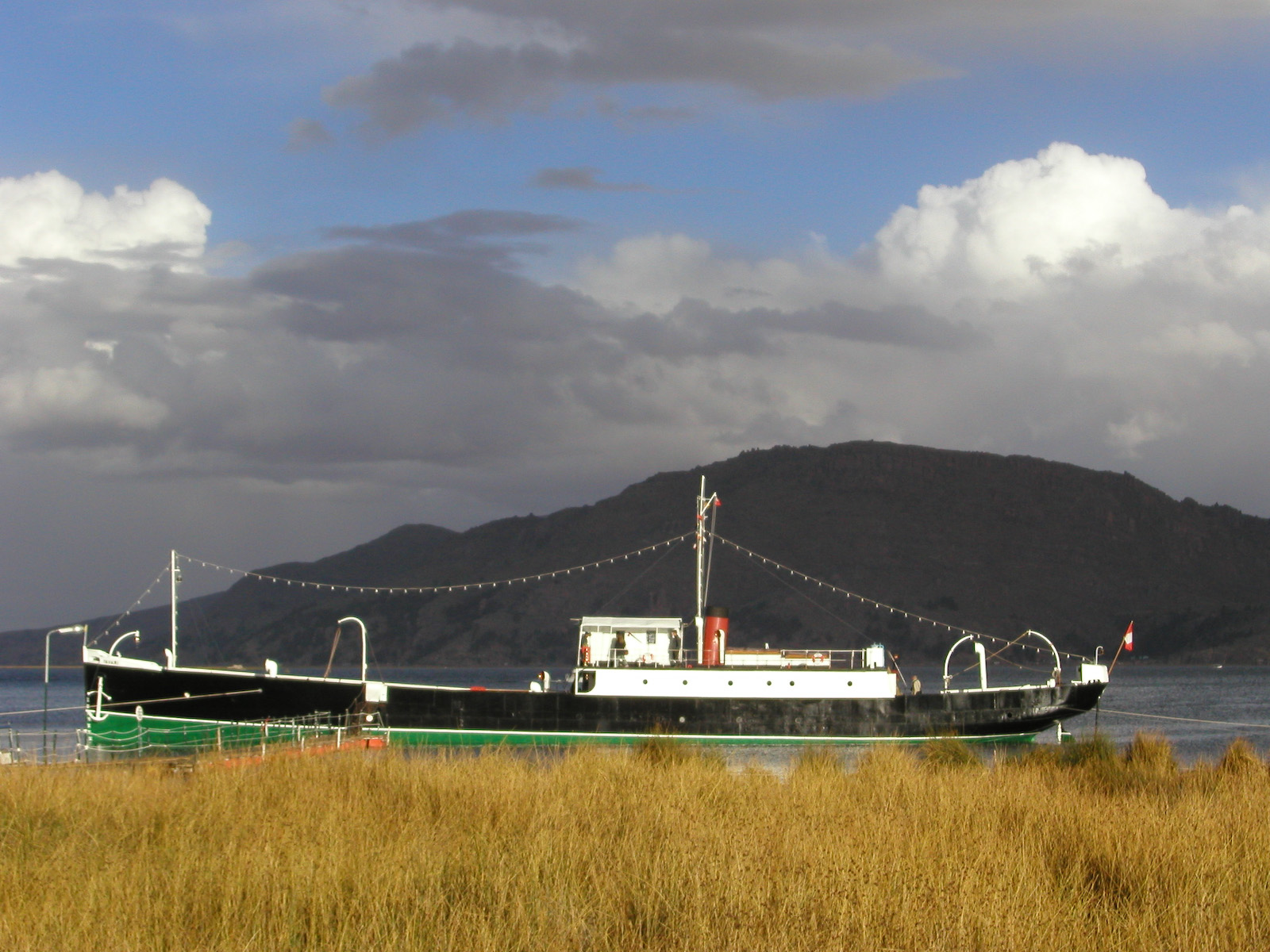
Histórico Barco Yavari.

Antes de 1668, el asentamiento más importante era San Luis de Alba (a 5 km de la ciudad de Puno actual), los mismos que estaban ocupados por los hermanos Salcedo, y que se dedicaban a la extracción de plata de las minas de Laikacota.
En 1668 año de la fundación de Puno por el virrey Pedro Antonio Fernández de Castro en el espacio que actualmente se encuentra el centro histórico de la ciudad, se configura una traza urbana de influencia española luego de la destrucción de San Luis de Alba y ejecución de los hermanos Salcedo decretados por el virrey.
En 1734, se ve un asentamiento más consolidado en configuración, la bahía del lago Titicaca empieza a tomar importancia al originarse un puerto artesanal en lo que es hoy el muelle de la ciudad, por lo que Puno va creciendo hacia sus márgenes meridional y septentrional, la topografía de los cerros es otro factor importante que determina el crecimiento de la ciudad en comparación a 1668.
Al crearse el nuevo virreinato del Río de la Plata en 1776, segregado del virreinato del Perú, el territorio de Puno pasó a formar parte de aquel (como intendencia desde 1784) hasta 1796, año en que volvió al Virreinato del Perú luego de veinte años.

### Época republicana (desde 1825)
Al iniciarse la época de la república, en la periferia de Puno se desarrollaban actividades como la agricultura y ganadería en menor proporción.
En 1825 Simón Bolívar mediante un decreto crea el Colegio de Ciencias y Artes para varones, que fue semilla de los colegios Gran Unidad Escolar San Carlos y el Glorioso Colegio Nacional de San Carlos de Puno, no pudiendo funcionar de inmediato por lo cual recién empezó a funcionar el 16 de abril de 1830.
En 1835 se da inicio a la exportación de lanas a Inglaterra siendo esta una de las actividades más importantes durante varios años.
El 29 de agosto de 1856 se crea la Universidad San Carlos de Puno con las facultades de teología, jurisprudencia, medicina, filosofía y letras y ciencias naturales, funcionando en el colegio San Carlos del parque san Juan.
En 1871 llegan a Puno las embarcaciones yavari y el yapura, se empieza a consolidar el puerto de Puno, las actividades urbanas dan un giro hacia el lago apoyado en la construcción del ferrocarril el cual empieza a funcionar en 1874, estos dos equipamientos urbanos hacen que en los próximos años puno se consolide hacia el sector oriental de la ciudad sobre el eje que conduce al puerto, el cual generaba actividades complementarias al equipamiento existente.
Al año 1875 Puno tenía una población de 7919 habitantes, con una tendencia de crecimiento hacia el sector sur de la ciudad y se consolidan los barrios Victoria, Laikacota, Orkapata; y hacia el lago el sector del barrio porteño empezaba a configurarse como el nuevo sector de crecimiento. Los cerros Azoguine, Machallata, y Huajsapata, eran limitantes del crecimiento hacia los sectores norte y oeste, el sector de los mañazos se consolidaba y se integraba ya a la mancha urbana.

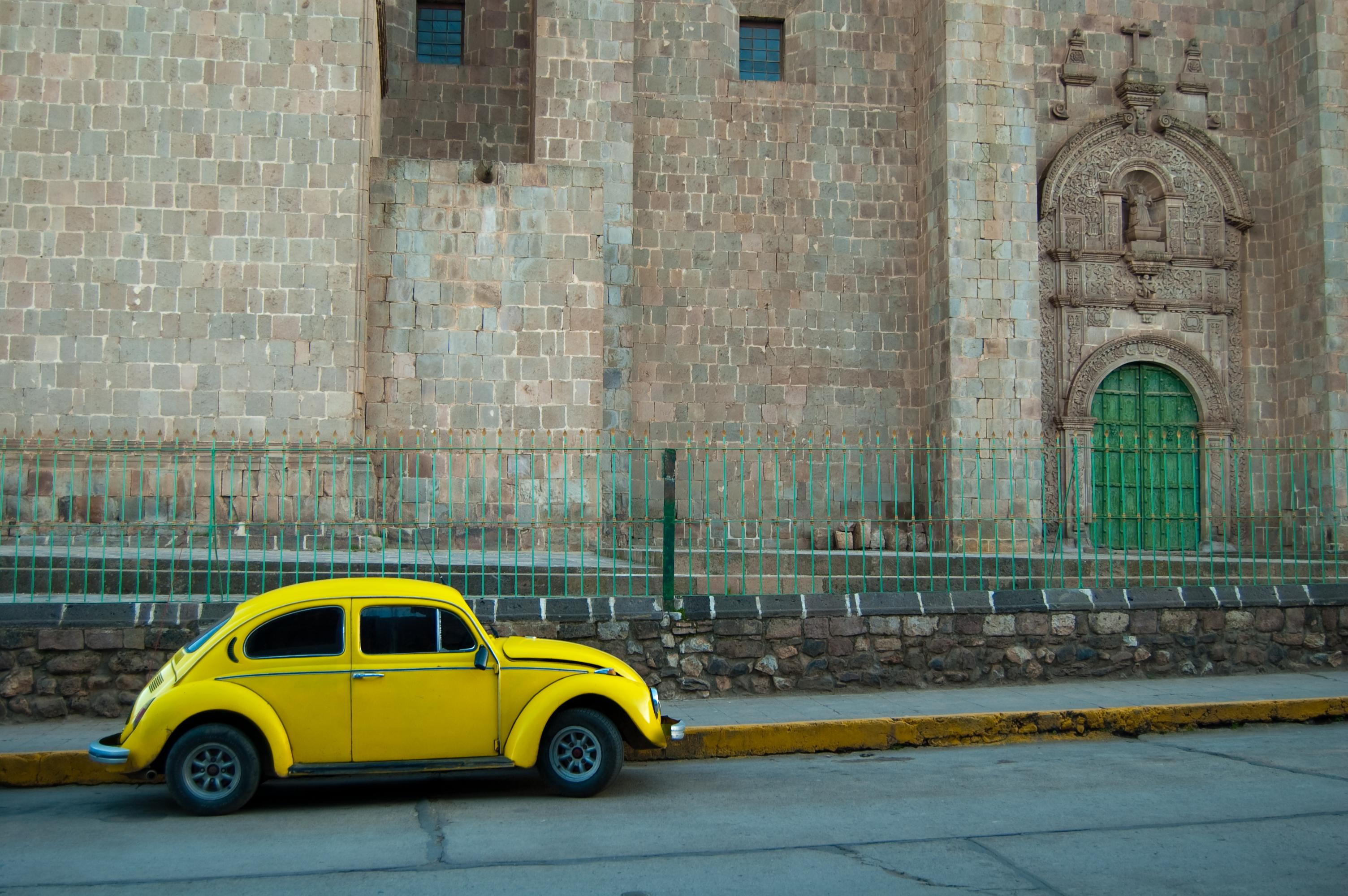
Calle Republicana de Puno.

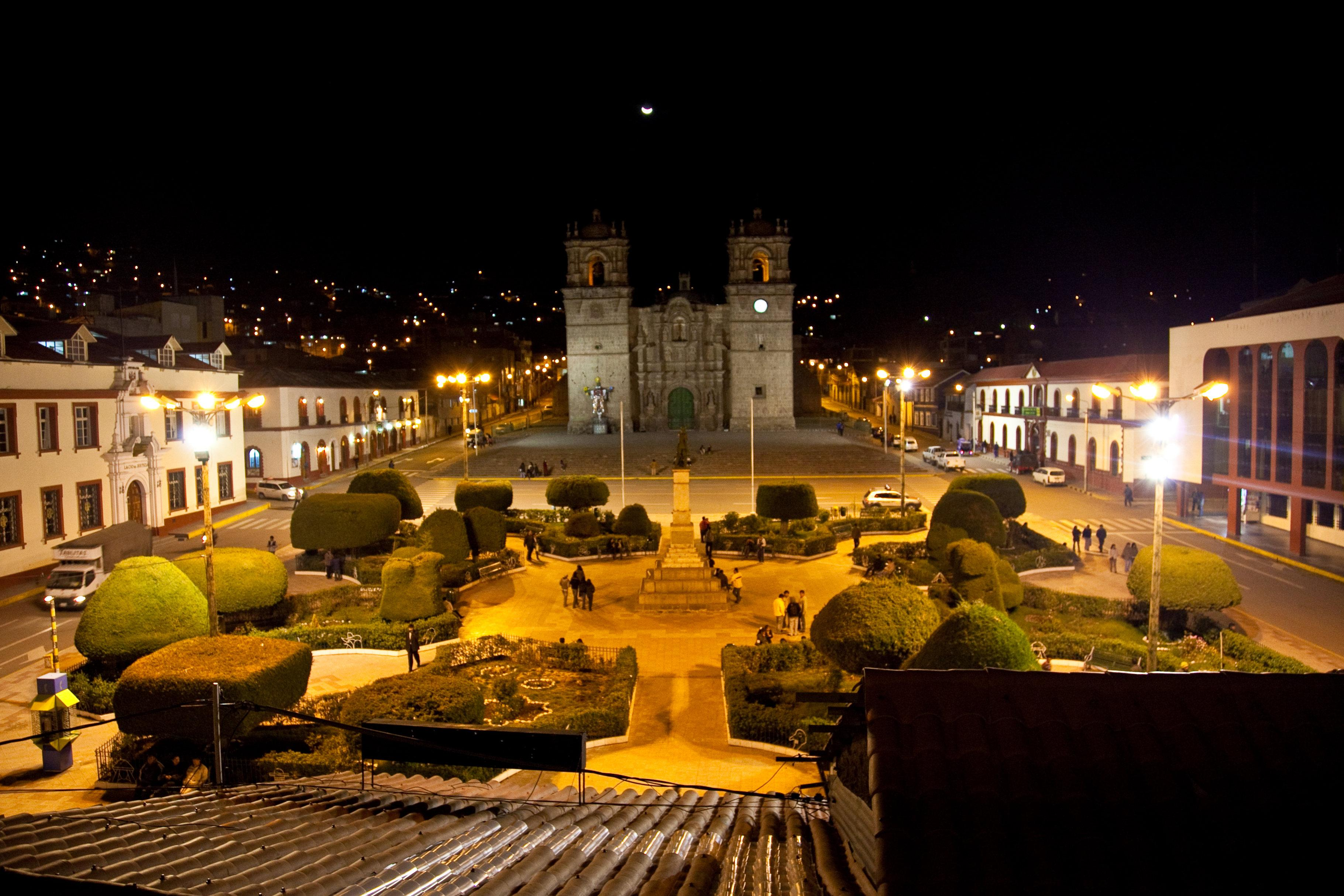
Plaza Republicana de Puno.

En 1900 el nuevo equipamiento urbano estuvo conformado por el club de tiro, velódromo y el puerto, que iba configurando el crecimiento urbano hacia la bahía interior de Puno.
En 1933 se registró el incendio de la catedral producto del cual al interior se perdieron toda la decoración y otros motivos en pan de oro, por esta razón fue cerrada temporalmente.

### Puno contemporáneo

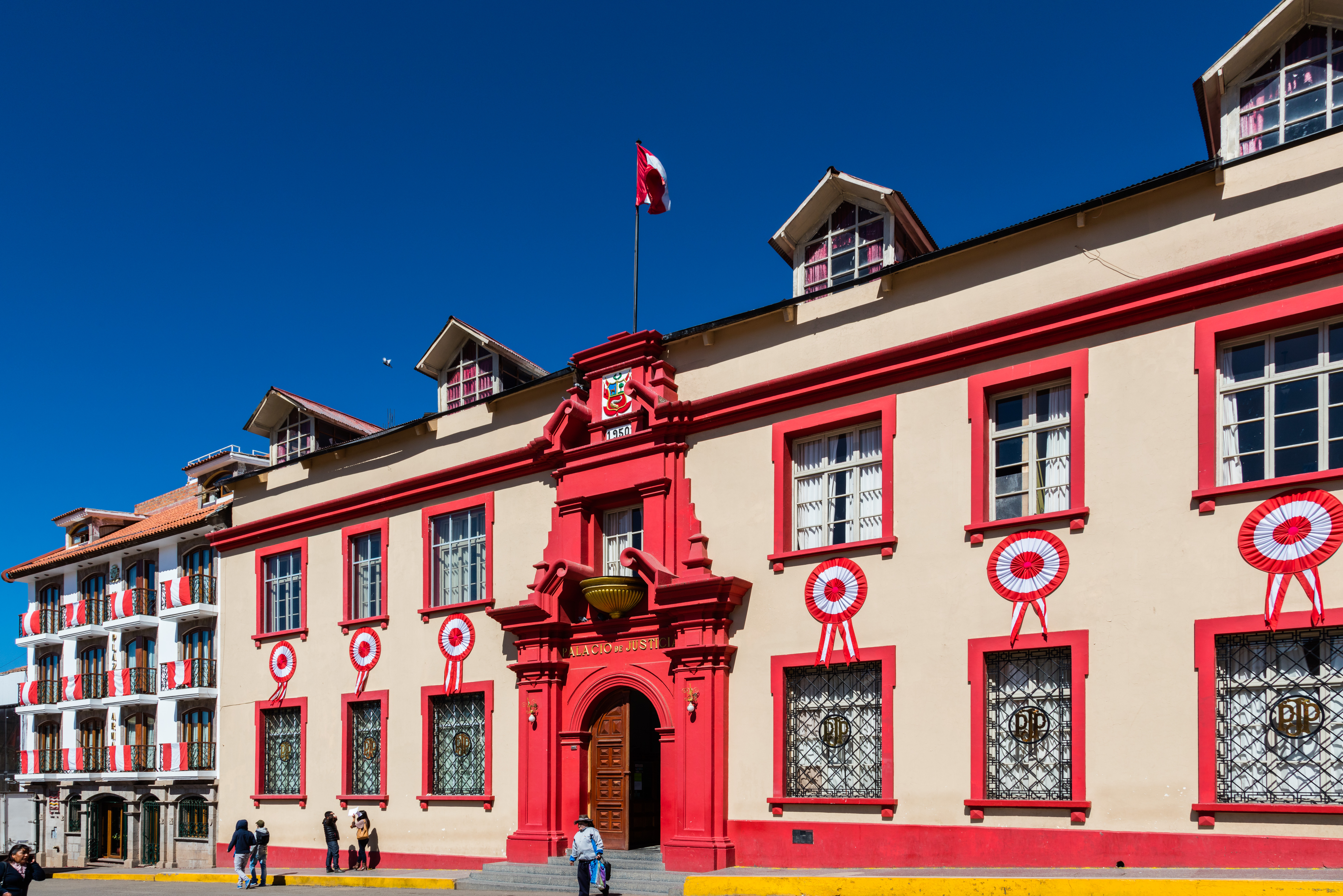
Palacio de Justicia, plaza Republicana, Puno.

En 1940 Puno tenía 13 789 habitantes y se reafirma sus funciones  comerciales y artesanales, consolidándose como un centro urbano de primero jerarquía en el ámbito regional. En 1943 se dio una gran sequía, la más grande de la historia, que incidió en la migración del campo a la ciudad durante los siguientes años, en donde se mostraron nuevas direcciones.
De crecimiento y concentración de una población rural que tendía a ser urbana.
En el año de 1950 se instala el poder judicial, lo que hace que muchas actividades se implementen en los alrededores de la plaza principal. En 1954 como resultado de los procesos migratorios es que la ocupación se va consolidando a los márgenes de la salida para el sector sur, hacia el lago se consolida el sector del barrio Porteño y Bellavista.
En la década del 60, ya se tiene obras importantes como el estadio Enrique Torres Belón (que fue ejecutado sobre la base de piedra pómez y cubre todas sus fachadas), la gran unidad escolar San Carlos, el nuevo hospital. En esta década se tiene también la aparición de otro centro cultural importante como es la Universidad Nacional del Altiplano, que conduce el crecimiento urbano hacia ese sector en los posteriores años.
En 1968 al celebrarse el III centenario del traslado de la población de San Luis de Alba a Puno se emprendió un ambicioso plan de obras públicas, se proyectaron el teatro municipal, coliseo cerrado, pavimentación de vías como avenidas. El Sol, La Torre, Laikacota, y Floral y posteriormente la avenida Ejército. Aparecen nuevos barrios que integran antiguos aillus como el caso de Azoguine, Chanu Chanu, Huáscar, Santa Rosa, entre otros.
En 1970 Puno tenía 40 453 habitantes.
En la década de 1980 se inicia un proceso de transformación de la ciudad, producto de la violencia sociopolítica, se produce significativa migración del campo a la ciudad.
En la década de los 90, disminuye la presión migracional, pero la ciudad sigue creciendo horizontalmente, surgen las urbanizaciones que se asientan en la periferia de la ciudad, se robustece Salcedo y Jayllihuaya empieza a conurbanizarse con Puno.

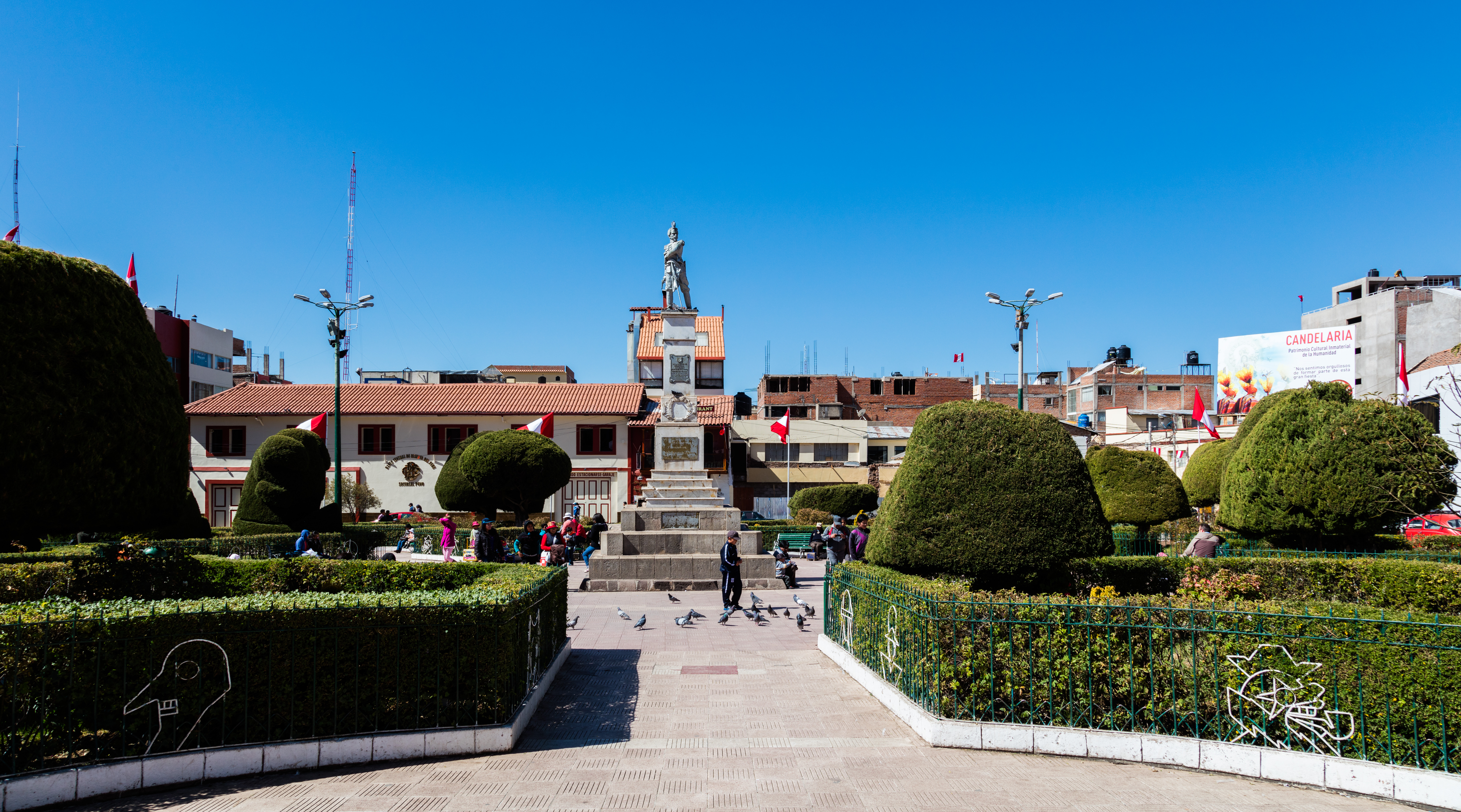
Histórica plaza Mayor en Puno.

En 1999 se implementa una planta de asfalto, por el que durante los últimos años se ejecutan varios proyectos en el ámbito urbano. En la ciudad universitaria se inicia un agresivo programa de construcciones como la biblioteca central, facultades de medicina, educación, administración, estadística, entre otras.
El turismo empieza a crecer de manera más intensa, motivo por el cual aparece en la ciudad una tendencia alta por la construcción de hoteles, los cuales están concentrados en el eje de la Av. Sesquicentenario, y en el área central (centro histórico), que sufre los impactos de esta, ya que muchas casonas antiguas son derruidas con la finalidad de construir este tipo de infraestructura.
A partir del año 2000 se continúa el asfaltado de calles, se construyen miradores en los cerros colindantes a la ciudad, es iniciado el proyecto bahía, también llamado malecón ecoturístico, remodelación del estadio Enrique Torres Belon, la piscina municipal entre otros.
A partir de la década del 2010, la ciudad de Puno prácticamente se ha integrado urbanamente a la mayoría de los centros poblados colindantes: Ichu, Alto Puno, Salcedo, Jayllihuaya, Uros Chulluni. Convirtiendo estos centros poblados en áreas urbanas.
El centro poblado de Alto Puno se convierte en una zona importante de expansión urbana de la ciudad, consolidándose con la instalación de servicios básicos y apoyado por la carretera a Arequipa. La zona urbana del distrito de Paucarcolla está próximo a conurbarse con la ciudad de Puno (por ser el distrito más cercano al centro histórico). Dada la dinámica de crecimiento poblacional y geográfico, la zona urbana del distrito de Paucarcolla quedará integrada en el futuro próximo.

## Geografía

### Localización

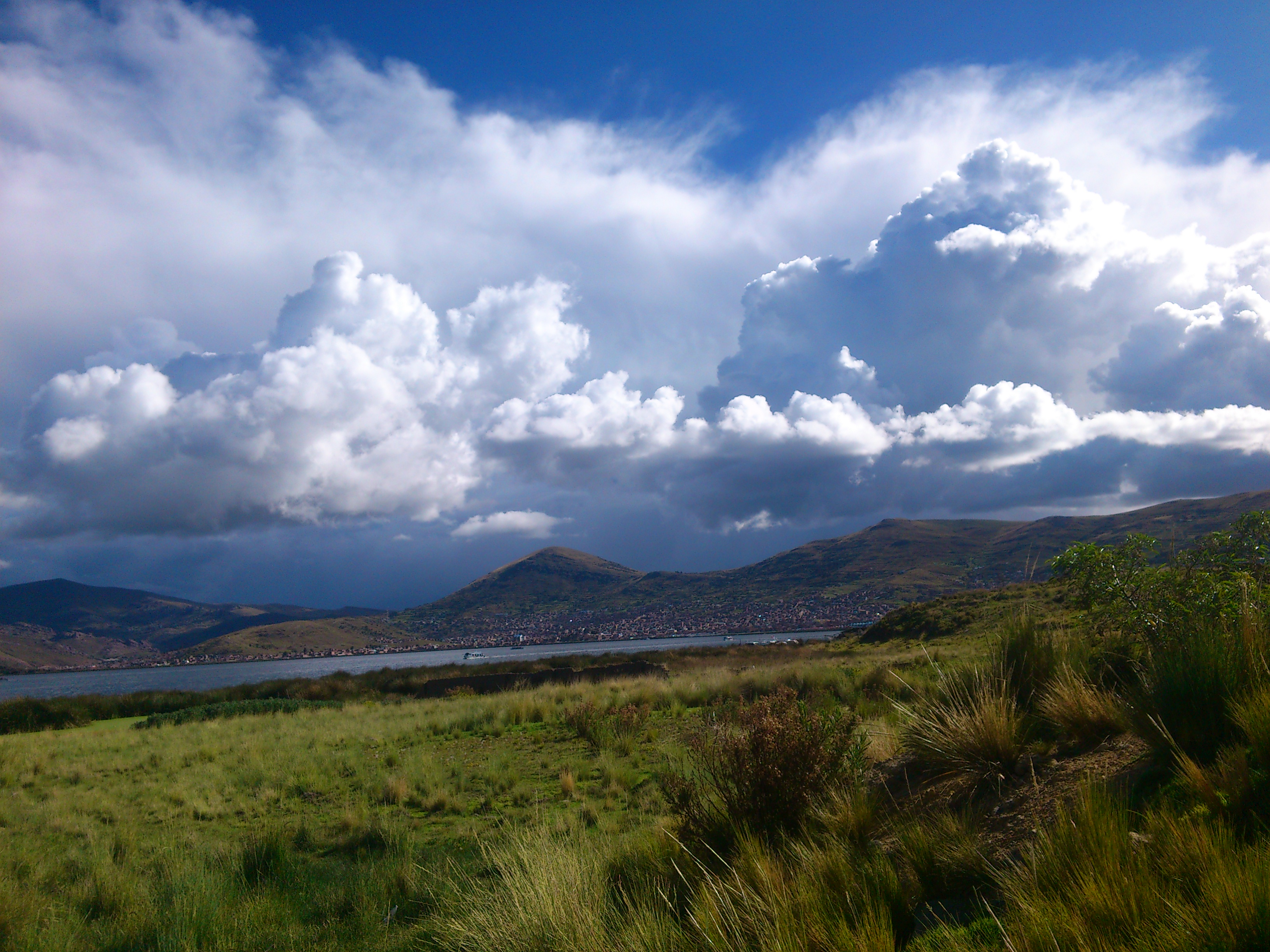
Cielo puneño.

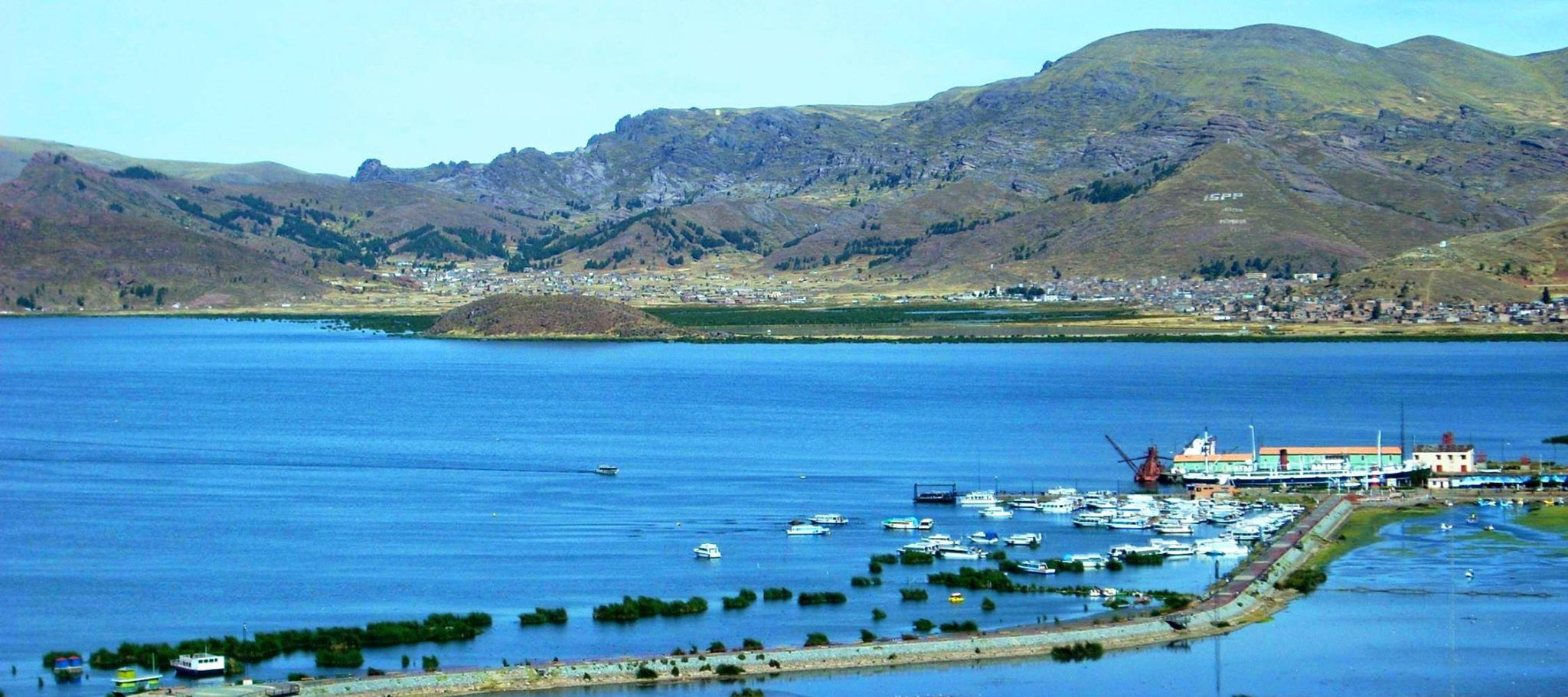
Puerto de Puno.

Está ubicada entre las coordenadas geográficas 15°50′15″S 70°01′18″O / -15.83750, -70.02167. Su extensión abarca desde el centro poblado de Uros Chulluni al noreste, la zona urbana del distrito de Paucarcolla al norte, la urbanización Ciudad de la Humanidad Totorani al noroeste (carretera a Arequipa) y se extiende hasta el centro poblado de Ichu al sur y la comunidad Mi Perú al suroeste (carretera a Moquegua).
El espacio físico está comprendido desde la orilla occidental del lago Titicaca, en la bahía interior de Puno (antes Paucarcolla), sobre una superficie ligeramente ondulada (la parte céntrica), rodeada por cerros. La parte alta de la ciudad tiene una superficie semiplana (Comunidad Mi Perú, Yanamayo). Oscilando entre los 3.810 a 4.050 m s. n. m. (entre las orillas del lago y las partes más altas). Puno es una de las ciudades más altas del Perú y la quinta del mundo.

### Clima
En general el clima de Puno es frío alpino, subhúmedo y de alta sequedad ambiental, al ubicarse a orillas del lago el clima es temperado por la influencia del lago. Las precipitaciones pluviales son anuales y duran generalmente entre los meses de diciembre a abril, aunque suelen variar en ciclos anuales, originando inundaciones y sequías, también se originan raras y esporádicas caídas de nieve y aguanieve, generalmente las precipitaciones son menores a 700 mm.
La temperatura es muy digna, con marcadas diferencias entre los meses de junio y noviembre y con oscilaciones entre una temperatura promedio máxima de 21 °C y una mínima de -22 °C.
| Climograma de Puno | Climograma de Puno | Climograma de Puno | Climograma de Puno | Climograma de Puno | Climograma de Puno | Climograma de Puno | Climograma de Puno | Climograma de Puno | Climograma de Puno | Climograma de Puno | Climograma de Puno |
| --- | ------------------ | ------------------ | ------------------ | ------------------ | ------------------ | ------------------ | ------------------ | ------------------ | ------------------ | ------------------ | ------------------ |
| E | F                  | M                  | A                  | M                  | J                  | J                  | A                  | S                  | O                  | N                  | D                  |
| 160 18 4 | 115 18 4           | 134 18 4           | 65 18 1            | 5 18 -2            | 3 17 -6            | 0 18 -6            | 9 17 -3            | 22 19 0            | 39 19 2            | 30 20 3            | 87 20 4            |
| temperaturas en °C • totales de precipitación en mm |                    |                    |                    |                    |                    |                    |                    |                    |                    |                    |                    |
| Conversión sistema imperial\| E \| F \| M \| A \| M \| J \| J \| A \| S \| O \| N \| D \| \| 6.3 64 39 \| 4.5 64 39 \| 5.3 64 39 \| 2.6 64 34 \| 0.2 64 28 \| 0.1 63 21 \| 0 64 21 \| 0.4 63 27 \| 0.9 66 32 \| 1.5 66 36 \| 1.2 68 37 \| 3.4 68 39 \| \| temperaturas en °F • totales de precipitación en pulgadas \| \| \| \| \| \| \| \| \| \| \| \| |                    |                    |                    |                    |                    |                    |                    |                    |                    |                    |                    |
| E | F                  | M                  | A                  | M                  | J                  | J                  | A                  | S                  | O                  | N                  | D                  |
| 6.3 64 39 | 4.5 64 39          | 5.3 64 39          | 2.6 64 34          | 0.2 64 28          | 0.1 63 21          | 0 64 21            | 0.4 63 27          | 0.9 66 32          | 1.5 66 36          | 1.2 68 37          | 3.4 68 39          |
| temperaturas en °F • totales de precipitación en pulgadas |                    |                    |                    |                    |                    |                    |                    |                    |                    |                    |                    |

| Parámetros climáticos promedio de Puno | Parámetros climáticos promedio de Puno | Parámetros climáticos promedio de Puno | Parámetros climáticos promedio de Puno | Parámetros climáticos promedio de Puno | Parámetros climáticos promedio de Puno | Parámetros climáticos promedio de Puno | Parámetros climáticos promedio de Puno | Parámetros climáticos promedio de Puno | Parámetros climáticos promedio de Puno | Parámetros climáticos promedio de Puno | Parámetros climáticos promedio de Puno | Parámetros climáticos promedio de Puno | Parámetros climáticos promedio de Puno |
| Mes                                    | Ene.                                   | Feb.                                   | Mar.                                   | Abr.                                   | May.                                   | Jun.                                   | Jul.                                   | Ago.                                   | Sep.                                   | Oct.                                   | Nov.                                   | Dic.                                   | Anual                                  |
| -------------------------------------- | -------------------------------------- | -------------------------------------- | -------------------------------------- | -------------------------------------- | -------------------------------------- | -------------------------------------- | -------------------------------------- | -------------------------------------- | -------------------------------------- | -------------------------------------- | -------------------------------------- | -------------------------------------- | -------------------------------------- |
| Temp. máx. media (°C)                  | 15.8                                   | 15.3                                   | 15.0                                   | 15.3                                   | 14.7                                   | 14.3                                   | 14.2                                   | 15.3                                   | 15.9                                   | 17.2                                   | 17.2                                   | 16.2                                   | 15.5                                   |
| Temp. media (°C)                       | 9.7                                    | 9.6                                    | 9.2                                    | 8.7                                    | 7.5                                    | 6.1                                    | 5.9                                    | 6.9                                    | 8.2                                    | 9.5                                    | 9.8                                    | 9.7                                    | 8.4                                    |
| Temp. mín. media (°C)                  | 3.7                                    | 3.9                                    | 3.4                                    | 2.1                                    | 0.3                                    | -2.0                                   | -2.3                                   | -1.4                                   | 0.6                                    | 1.8                                    | 2.4                                    | 3.3                                    | 1.3                                    |
| Precipitación total (mm)               | 160                                    | 115                                    | 134                                    | 65                                     | 5                                      | 3                                      | 0                                      | 8                                      | 28                                     | 33                                     | 50                                     | 99                                     | 700                                    |
| Días de precipitaciones (≥ 1 mm)       | 15                                     | 13                                     | 13                                     | 6                                      | 2                                      | 1                                      | 0                                      | 2                                      | 4                                      | 7                                      | 5                                      | 11                                     | 79                                     |
| Días de nevadas (≥ 1 mm)               | 0                                      | 0                                      | 0                                      | 0                                      | 0                                      | 0                                      | 0                                      | 1                                      | 0                                      | 0                                      | 0                                      | 0                                      | 1                                      |
| Humedad relativa (%)                   | 59                                     | 59                                     | 58                                     | 56                                     | 51                                     | 51                                     | 48                                     | 52                                     | 53                                     | 54                                     | 55                                     | 55                                     | 54                                     |
| Fuente n.º 1: climate-data.org         |                                        |                                        |                                        |                                        |                                        |                                        |                                        |                                        |                                        |                                        |                                        |                                        |                                        |
| Fuente n.º 2: Zoover                   |                                        |                                        |                                        |                                        |                                        |                                        |                                        |                                        |                                        |                                        |                                        |                                        |                                        |

### Hidrografía

#### Lago Titicaca

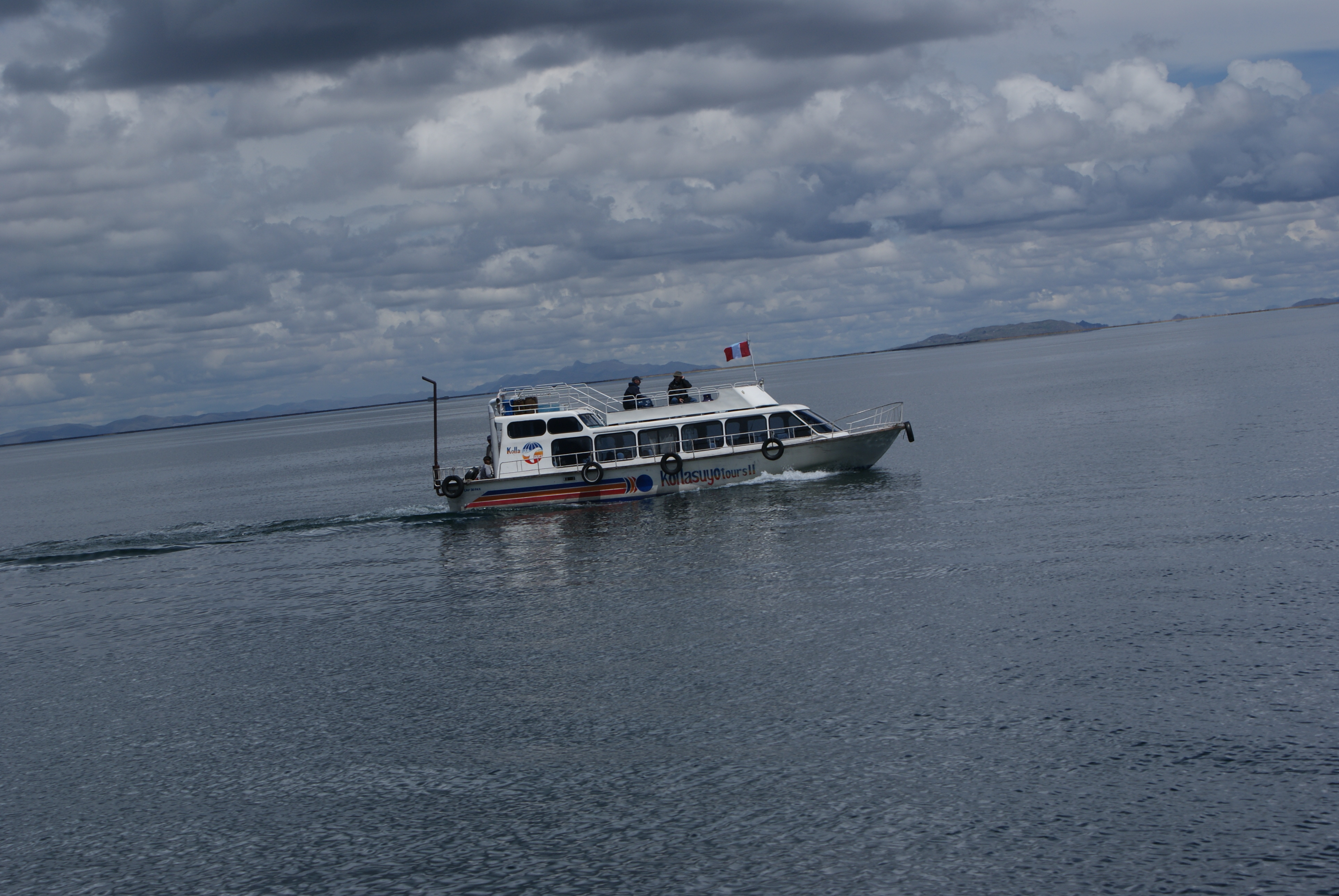
Embarcación del puerto de Puno hacia las islas del lago Titicaca.

Ubicado en una zona compartida por Perú y Bolivia, este lago navegable se distingue por las grandes dimensiones que posee: una superficie aproximada de 8.490 km² y una profundidad máxima de 280 metros.
En su orilla alberga a la capital folclórica por excelencia del Perú: la ciudad de Puno. Fundada en 1666, su población es de 60.000 habitantes, de origen mayoritariamente aymará, pero conservadora del legado español en sus expresiones artísticas y culturales. La población que vive en torno al lago se dedica principalmente a la pesca y a la artesanía, siendo característico de la zona las canoas de totora.
Las aguas del lago reúnen en total 36 islas, estando dentro del territorio peruano las más grandes: las islas de los Uros, Taquile y Amantaní. El lago dispone de un sistema de navegación que mantiene en contacto a Perú y Bolivia por embarcaciones que unen el puerto peruano de Puno con la ciudad boliviana de Huaqui.

## Demografía
De acuerdo al censo peruano de 2007, la ciudad de Puno albergaba una población urbana de 120,229 habitantes. Asimismo, para el censo peruano de 2017 aumentó la población urbana hasta 129 922 habitantes. 
En el año 1993, la ciudad de Puno albergó 91 877, lo que significa que registra en los últimos 30 años un lento crecimiento urbano, la mayoría de población rural de la Provincia de Puno, opta por migrar a ciudades de otros departamentos del Perú.

## Economía
La ciudad de Puno es un polo de desarrollo económico. Las actividades económicas que se desarrollan en la ciudad son: comercio, transporte, servicios, hoteles y restaurantes, industria, entre otras.

### Indicadores económicos
Según la Oficina Zonal Juliaca de la SUNAT (entidad a cargo de la recaudación tributaria en la región Puno), al año 2011 la ciudad de Puno tiene aproximadamente 65 mil inscritos, lo que representa el 27 % de contribuyentes de la región.

### Actividades primarias
La actividad productiva primaria en la ciudad de Puno es diversa destacando el turismo en la ciudad , en las cercanías al lago Titicaca y en comunidades ubicadas en los centros poblados de Ichu, Jayllihuaya y Uros Chulluni, los cuales forman parte de la ciudad. En estas áreas se desarrolla actividad agrícola y ganadera en forma tradicional y de autoconsumo, y en menor medida la actividad pesquera y artesanal.

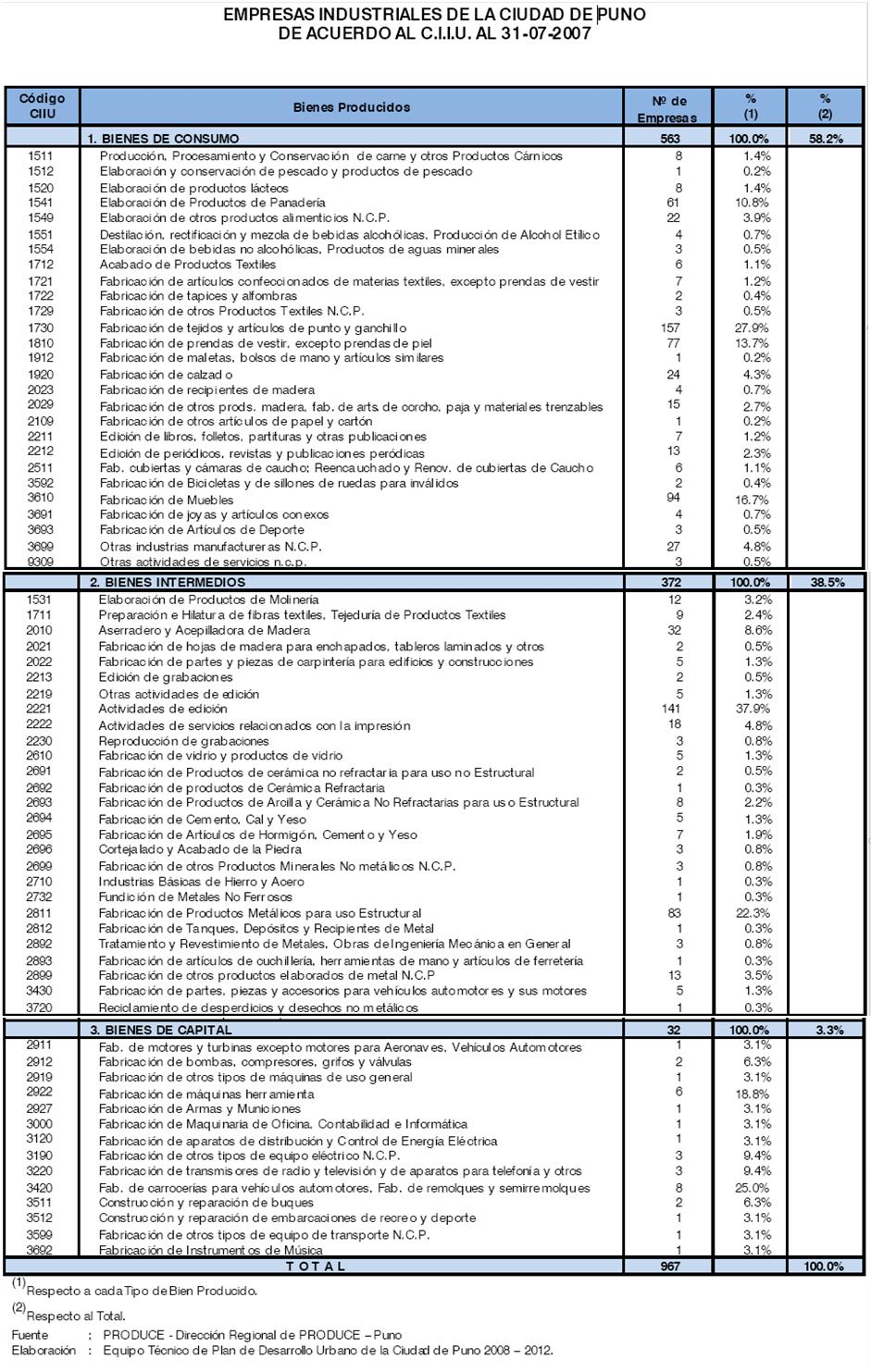
CUADRO-Lista de empresas industriales por rubro en Puno.

### Actividades secundarias
Las actividades de transformación o secundarias representan el 11,7 % de la población económicamente activa (PEA). El número de empresas en la ciudad de Puno ha aumentado considerablemente: al mes de julio del 2009 alcanzaban un número de 967 empresas, mientras que en 1996 se tenía 390 empresas. Es decir, se ha registrado un incremento cerca del 150 %. Cabe resaltar que por información de la dirección de industria de Puno, aproximadamente el 90 % de estas empresas están operativas.
En el ámbito regional, la ciudad de Puno constituye un importante centro de actividades de transformación.
Respecto al rubro de bienes intermedios, destacan dos actividades que son relacionadas con la impresión que interviene con el 37,9 % y la fabricación de productos metálicos para uso estructural 22,3 %. Las demás actividades participan con menos del 9 % de este rubro.

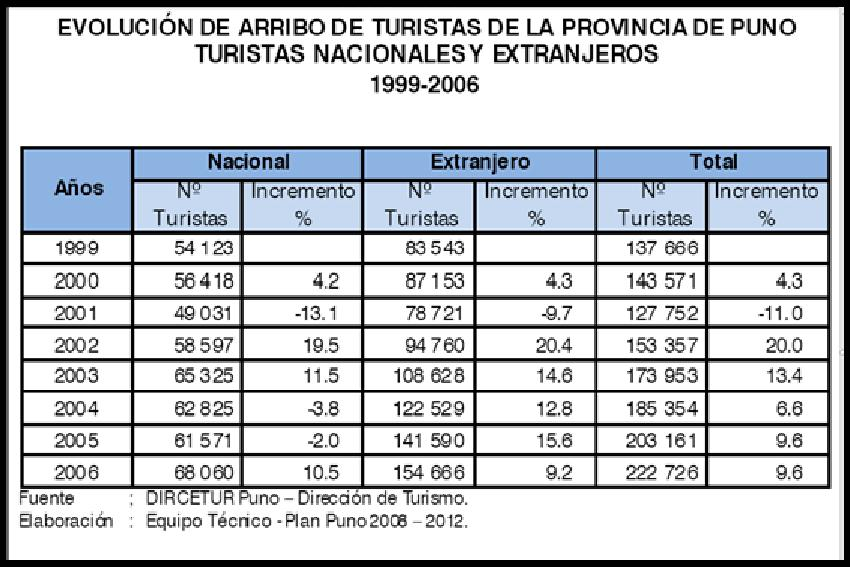
CUADRO-Arribo total de turistas extranjeros y nacionales.

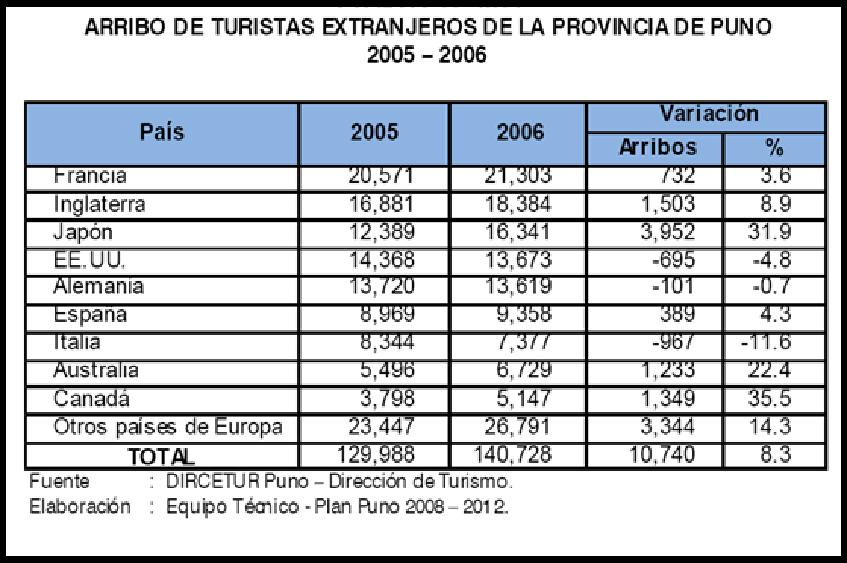
CUADRO-Arribo de turistas extranjeros por nacionalidad.

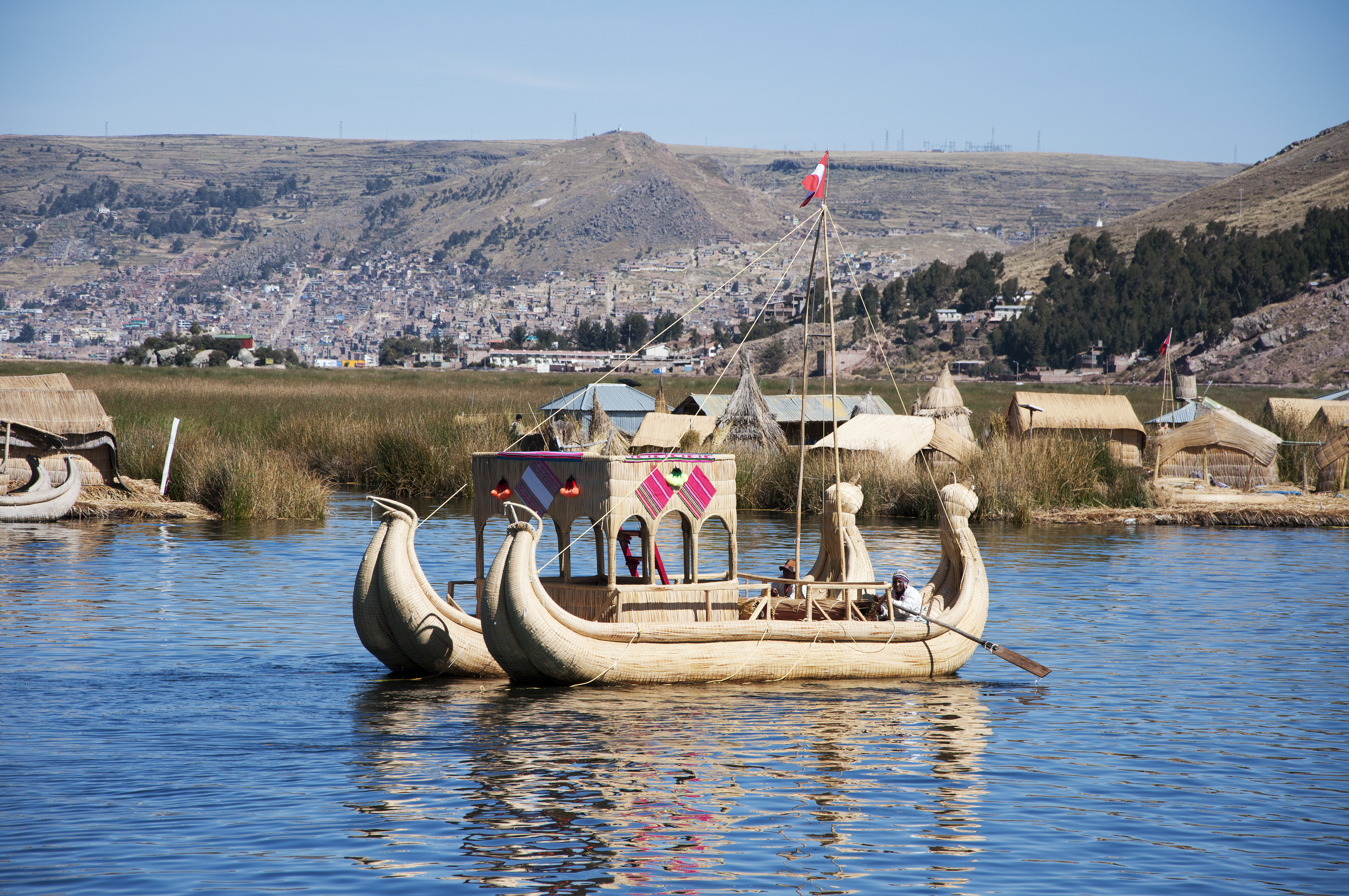
El turismo es la principal actividad económica.

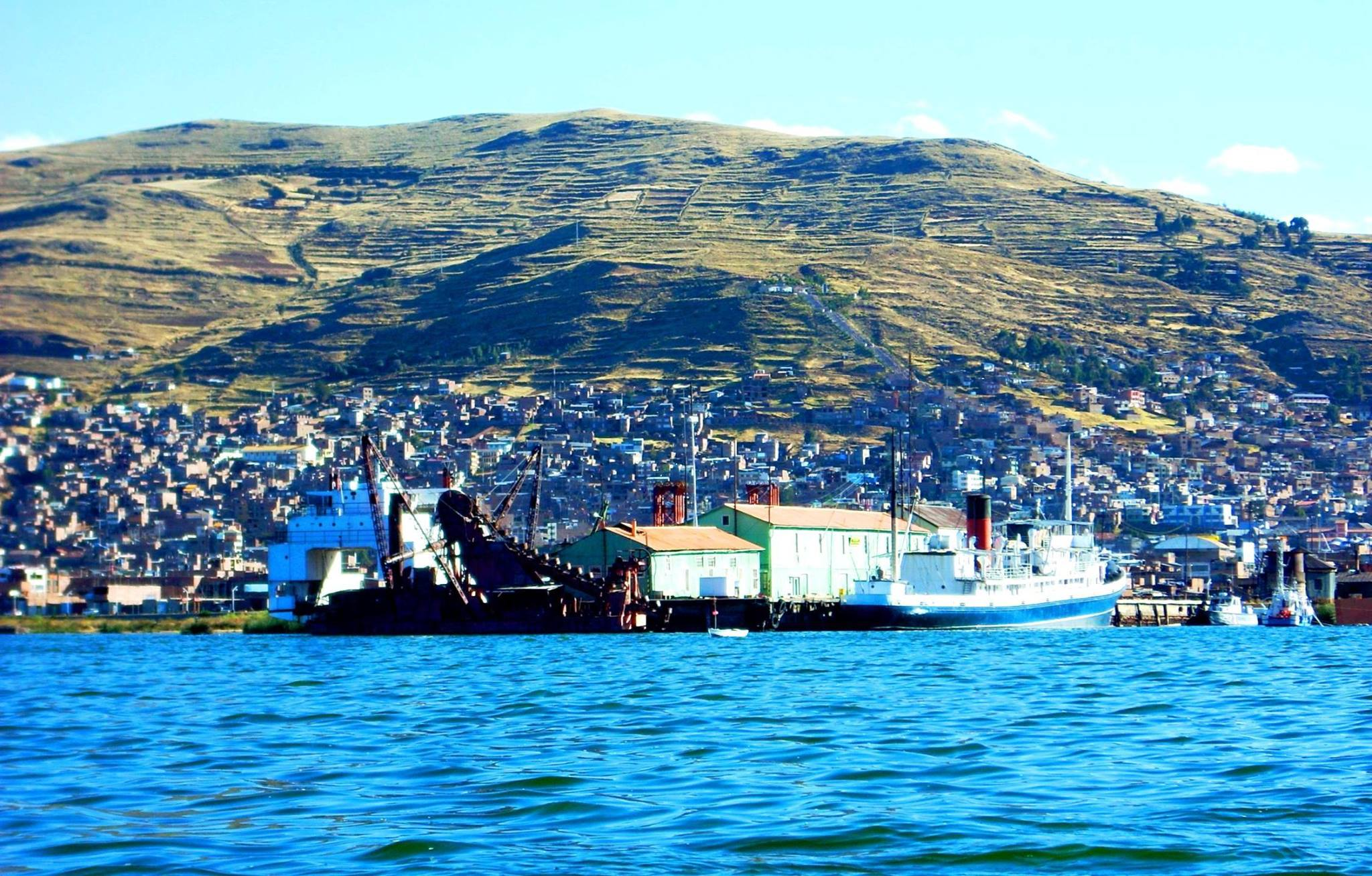
Vapor Ollanta.

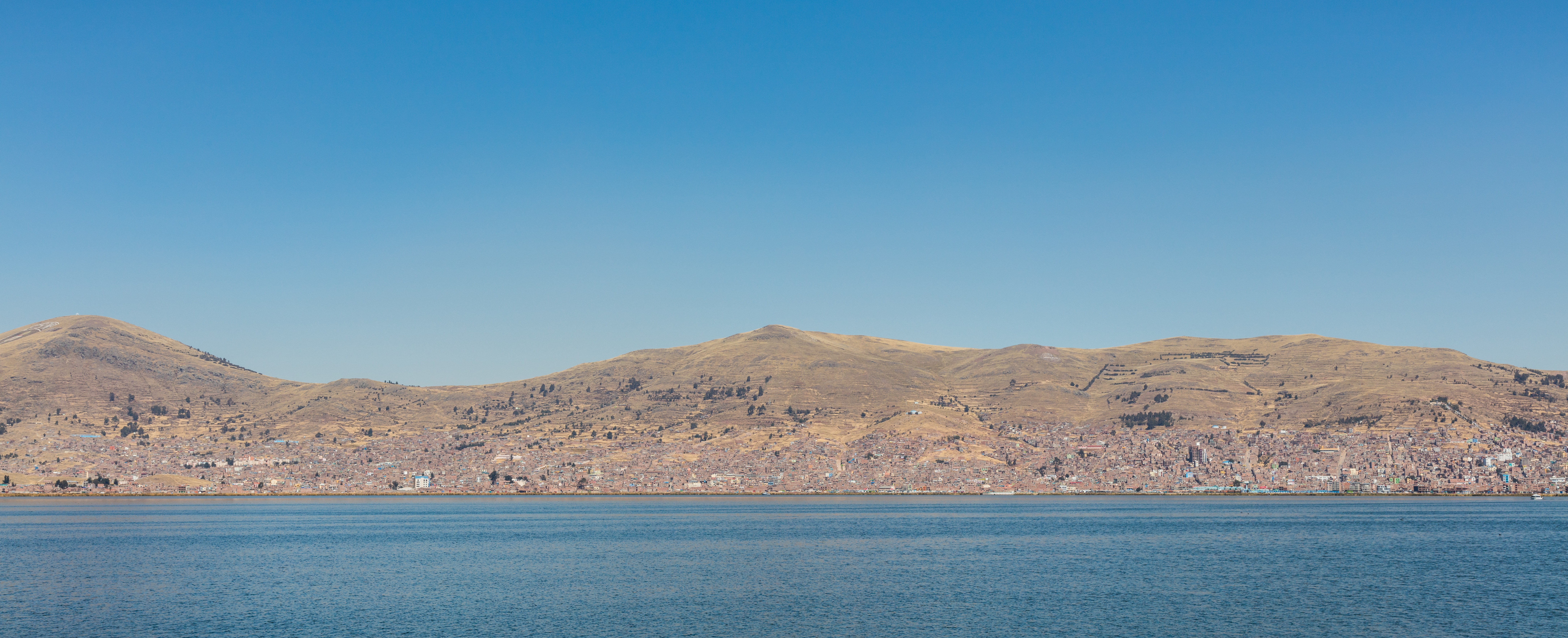
Vista de Puno desde el Titicaca.

En el grupo de empresas que se dedican a la fabricación de bienes de capital, dos son las que sobresalen, la fabricación de carrocerías para vehículos automotores y la fabricación de máquinas herramienta, entre ambas representan el 43,8 % del rubro.
Otra característica fundamental de la actividad industrial en la ciudad de Puno es que está constituida en su mayoría por microempresas, que ocupan, en promedio aproximadamente a 2 trabajadores. Además, cabe mencionar que el 88 % de las empresas de la ciudad de Puno tiene una personería jurídica de persona natural y el 12 % de persona jurídica.
Otro rubro que en los últimos años ha cobrado importancia es la producción de tejidos y de la fibra de alpaca en particular. En el departamento de Puno existen dos empresas industriales que procesan la fibra de alpaca. Por otro lado, en la ciudad de Puno existen 12 asociaciones, de las cuales 5 expenden sus productos en el muelle de la bahía interior de Puno, que totalizan 283 artesanos.

### Actividades terciarias
Estas actividades en la ciudad de Puno, son las más importantes, dentro de las cuales se encuentran: las actividades de turismo, comerciales y de servicio financieras, que representan el 84,4 % de la PEA ocupada de la ciudad.
Las principales entidades financieras que se ubican en Puno son:
- Banco de Crédito del Perú
- Banco Continental
- Banco Interbank
- Banco MiBanco
- Banco Scotiabank
- Banco Azteca
- Banco Financiero
- Caja Municipal de Arequipa
- Caja Municipal de Cuzco
- Caja Municipal de Tacna
- Caja Municipal de Piura
- Caja Rural Los Andes
- Financiera EDPYME Raíz
- Financiera Edyficar
- Financiera CrediScotia
- Financiera EDPYME Nueva Visión
- Financiera EDPYME Efectiva
- Financiera TFC S.A.

## Turismo

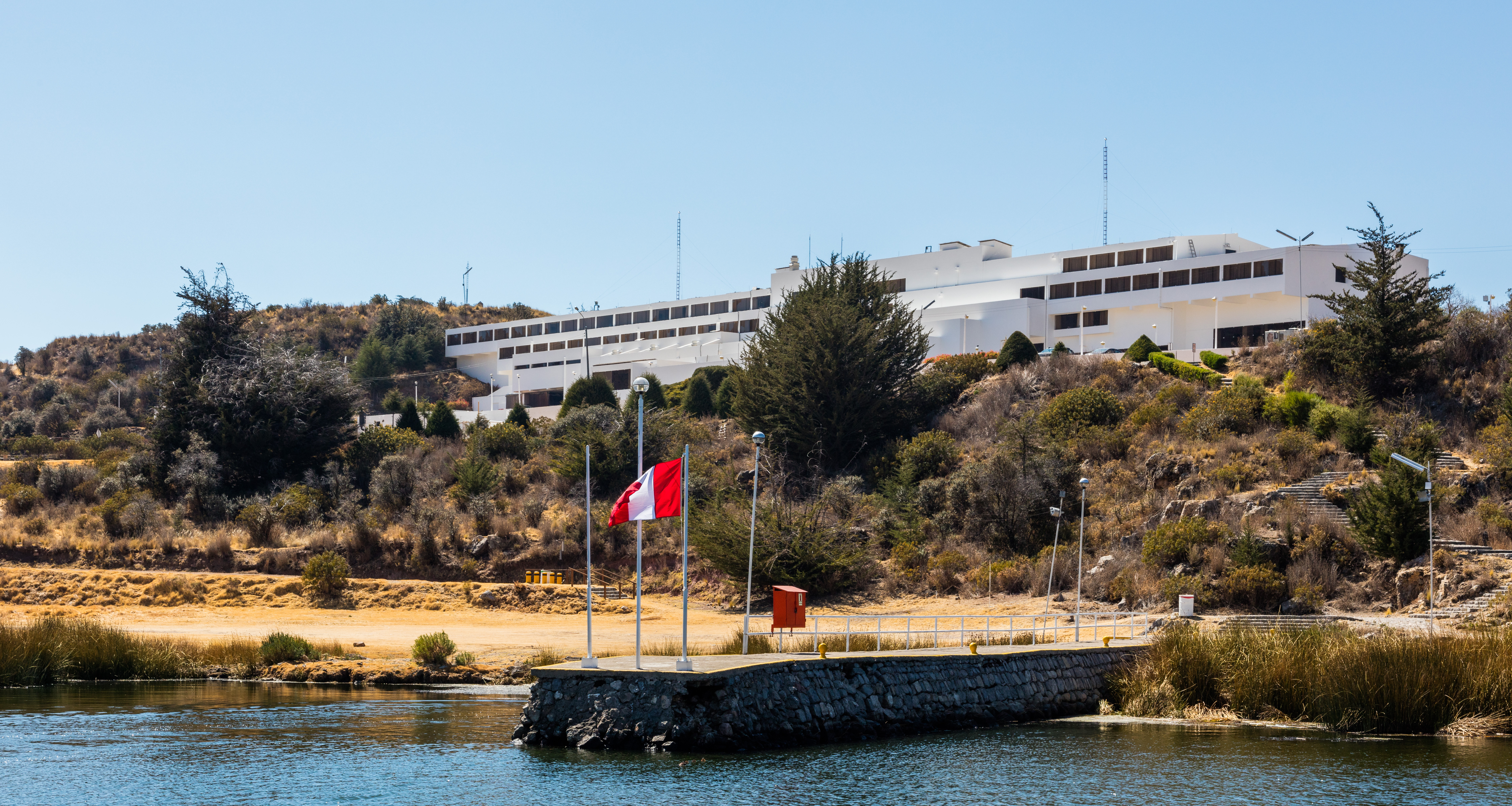
Hotel Libertador Puno, situado dentro del lago Titicaca.

Dentro del desenvolvimiento turístico nacional, la ciudad de Puno ha desarrollado una importante industria del turismo convirtiéndola en la cuarta ciudad que recibe el mayor flujo de turistas extranjeros después de Cuzco, Lima y  Arequipa, por estar inmerso dentro del círculo turístico receptivo más importante del país, que es Lima-Cuzco, en ambos sentidos. En el año 2011 recibió un total de 298 788 turistas, de ellos 105 709 fueron nacionales y 193 079 turistas fueron extranjeros.
Cabe destacar que en la mayor festividad del Perú (Fiesta de la Virgen Candelaria) que se desarrolla en febrero, se concentró 20 793 visitantes, de los que 11 716 fueron turistas nacionales y 9 077 eran extranjeros.
En este contexto y por el gran contenido de bienes naturales y recursos naturales, el departamento de Puno se ha convertido en destino turístico, porque cuenta con infraestructura, atractivos, servicios, y medios de soporte.

### Dentro de la ciudad
Catedral:

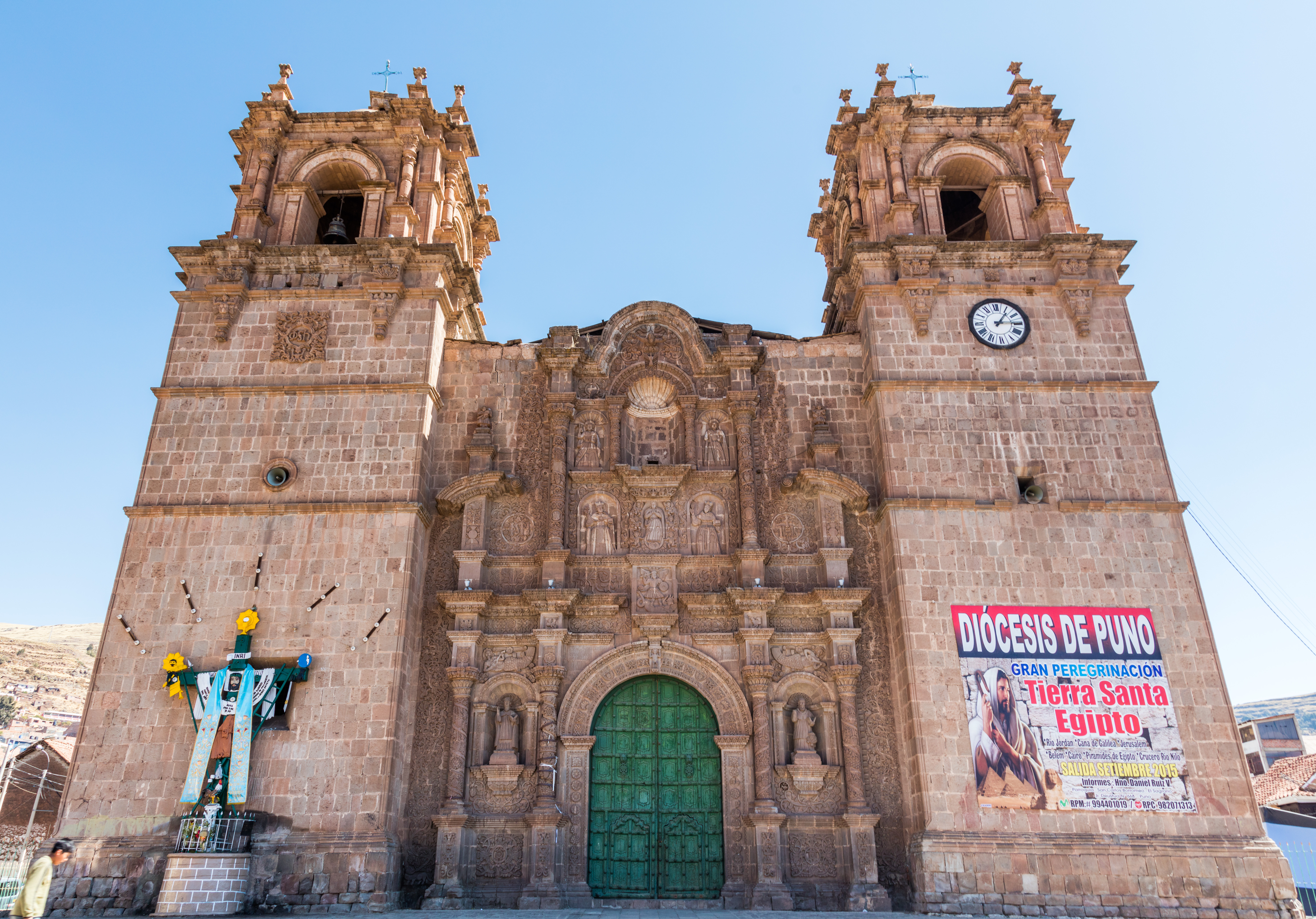
Basílica Catedral Menor de Puno.

Ostenta el rango de basílica menor. Su construcción data del siglo XVIII. Construido en el antiguo Supay Kancha o 'cerco del diablo', la obra se concluyó el 25 de mayo de 1757, trabajada en piedra por el alarife peruano Simón de Asto, cuyo nombre se encuentra en la portada principal, quien introdujo de «contrabando» en la fachada las flores autóctonas conocidas como panti que curan las penas.
El frontis del interior de la Catedral es de plata y en los muros laterales se aprecian pinturas de diferentes escuelas (cusqueña e italiana). Su construcción se debe a la ayuda de ricos mineros de la zona, como Miguel Jacinto y Miguel Antonio San Román, así como de doña María Ayala. El atrio tiene una escalinata de diez peldaños que descienden a la plaza de Armas. En 1930 un incendio destruyó la Catedral y se perdieron tallas y figuras de incalculable valor.
Plaza de armas:
Hasta 1925, en la parte central se hallaba una pileta circular (parecida a la de Arequipa), hecha de bronce y de singular valor; que fue cambiada por el Monumento del Coronel Francisco Bolognesi héroe de Arica, a iniciativa de un comité especial de Damas Puneñas.
 Iglesia San Juan: 
Capilla que luego de un tiempo fue elevada a la categoría de iglesia, que en la actualidad alberga a la imagen de la Santísima Virgen de la Candelaria.
Según algunos autores puneños del momento, mencionan que esta iglesia en su momento era la capilla de los antiguos lugareños de la ciudad de Puno, ya que la catedral de Puno solo estaba dedicada al uso de los mestizos y españoles de la época.
 Parque Pino: 

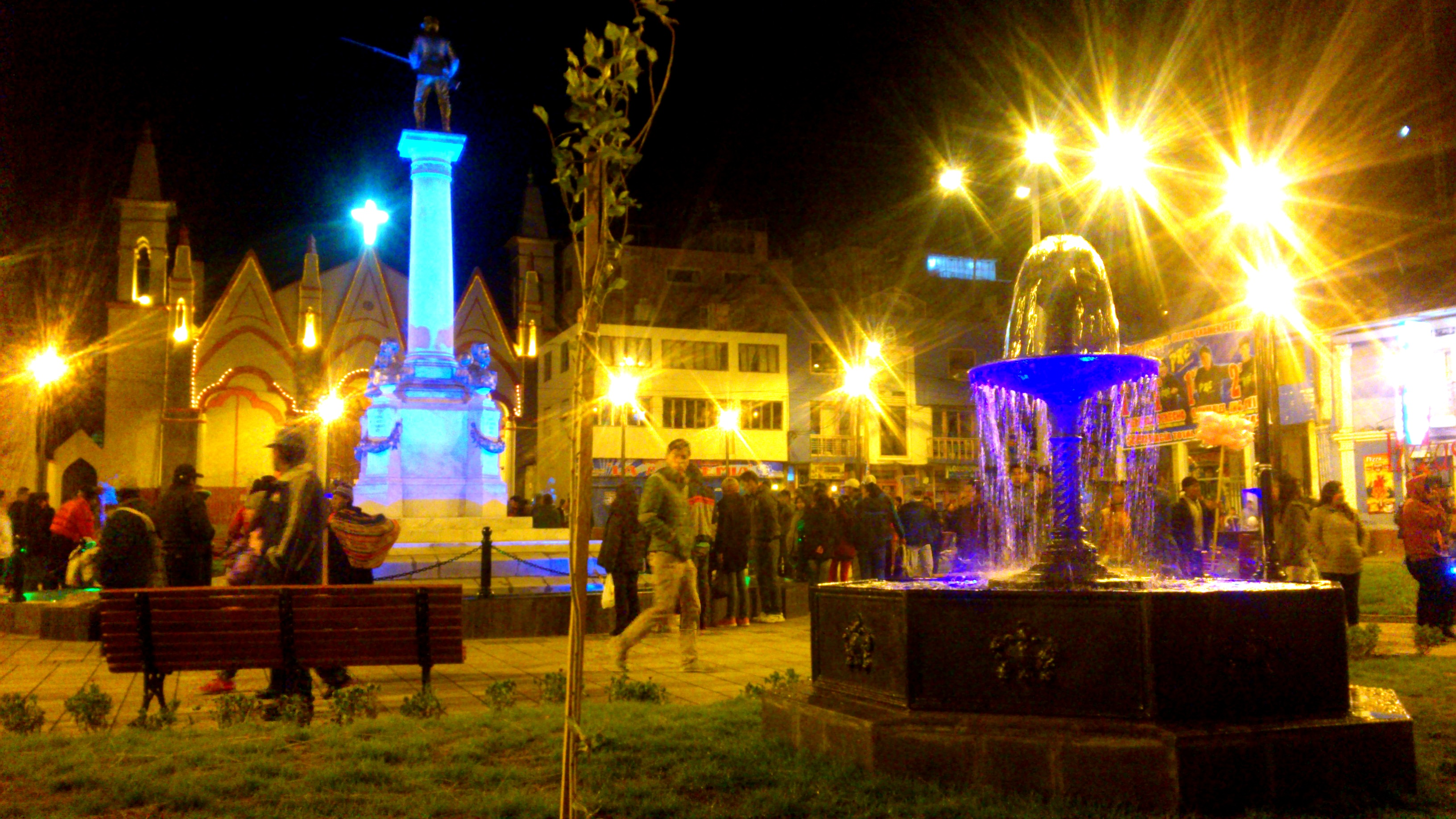
Parque Pino.

Está ubicado en el centro de la ciudad, a pocas cuadras de la plaza de Armas y unida a esta por el pasaje peatonal Lima. En la parte central se encuentra el Monumento al Dr. Manuel Pino, héroe de la Guerra con Chile; fue construido en 1901 por el pueblo de Puno.
El templo San Juan Bautista, era muy simple y llana, en la actualidad es una edificación moderna, que como siempre alberga a la población oriunda de Puno, es uno de los templos católicos más populares de Puno, se ubica al frente de la Vieja Casona del Glorioso Colegio Nacional de San Carlos.
 Busto de Bolívar en el Parque Manuel Pino de Puno: 
El 31 de agosto de 2000, en el frontis de la vieja casona del Glorioso Colegio Nacional de San Carlos de Puno, ubicada en el parque Manuel Pino, de la ciudad de Puno, con motivo de homenaje de los 175 años de creación bolivariana del mencionado colegio, se realizó el solemne acto de develación del busto del libertador Simón Bolívar, con la asistencia y padrinazgo de Rodrigo Arcaya Smith, embajador de Venezuela; Frank Ordanza Linares, embajador de Bolivia; Horacio Sevilla Borja, embajador de Ecuador; acompañados del Dr. Gustavo Bacacorzo, presidente de la Sociedad Bolivariana del Perú y de la Lic. Cármen Rivas, agregada cultural de Venezuela. Asimismo, se contó con la participación de delegaciones de los colegios nacionales de Cuzco de Educandas y Ciencias, ambos fundados por el referido libertador venezolano.
En el año 2014 aproximadamente, el busto de Bolívar fue retirado por la obra de remodelación del parque Manuel Pino promovida por la Municipalidad provincial de Puno, con la alcaldía de Luis Butrón Castillo.
Balcón del Conde de Lemos: 
Construida desde la fundación de la ciudad, se cuenta que en esta casa se alojó el virrey Pedro Antonio Fernández de Castro, cuando llegó a la zona para sofocar una rebelión. Actualmente funciona en el lugar el complejo cultural del Instituto Nacional de Cultura de la región Puno y cuenta con una galería de arte.
Museo Municipal Carlos Dreyer: 
El museo contiene piezas de cerámica, orfebrería, textiles y esculturas líticas preincaicas e incaicas. Asimismo, conserva una colección numismática y documentos que datan de la fundación española de la ciudad de Puno.
Arco Deustua: 
Es otro lugar de paseo tradicional construido en 1847, situado al norte de la ciudad, a tres cuadras del parque Pino. Un monumento construido por los puneños en honor de los peruanos patriotas que lucharon en las batallas de Junín y Ayacucho.
Cerro Azoguini: 

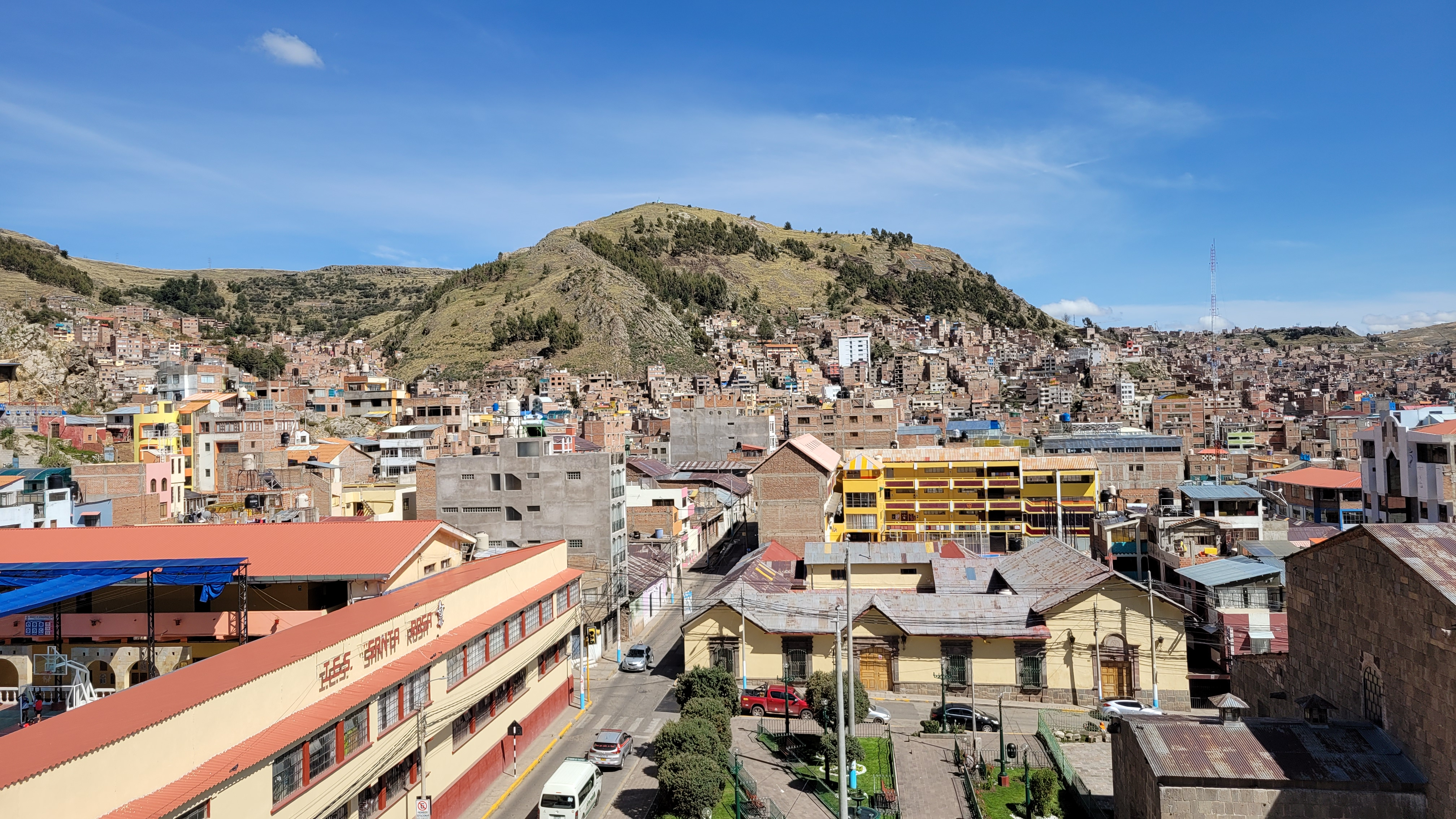
Cerro Azoguini desde la plaza de Armas

Ubicado al norte de la ciudad, visitado generalmente en Semana Santa y aniversario de Puno, desde ahí se puede observar en toda magnitud a la ciudad de Puno con el fondo del lago Titicaca.
Cerro Huajsapata: 
Ubicado al oeste de la ciudad, con una elevación aproximadamente de 45 metros de altura, en cuya cumbre se encuentra el monumento a Manco Cápac fundador del Imperio incaico. Desde ahí se puede observar el panorama de la ciudad de Puno con el fondo del lago Titicaca.
En sus interiores, existen cavernas que algunos aseguran que son puertas o caminos subterráneos que comunican a Puno con el templo Coricancha en la ciudad de Cuzco. Posee un parque con dos toboganes y decorado con hermosos jardines.
La Casa del Corregidor: 
Casona virreinal del siglo XVII, donde se realizan exposiciones de arte puneño. El lugar cuenta con un café bar, biblioteca, Internet y vídeo club; se realizan actividades culturales y se brinda información sobre turismo rural.
  La vieja casona del Glorioso Colegio Nacional de San Carlos: 

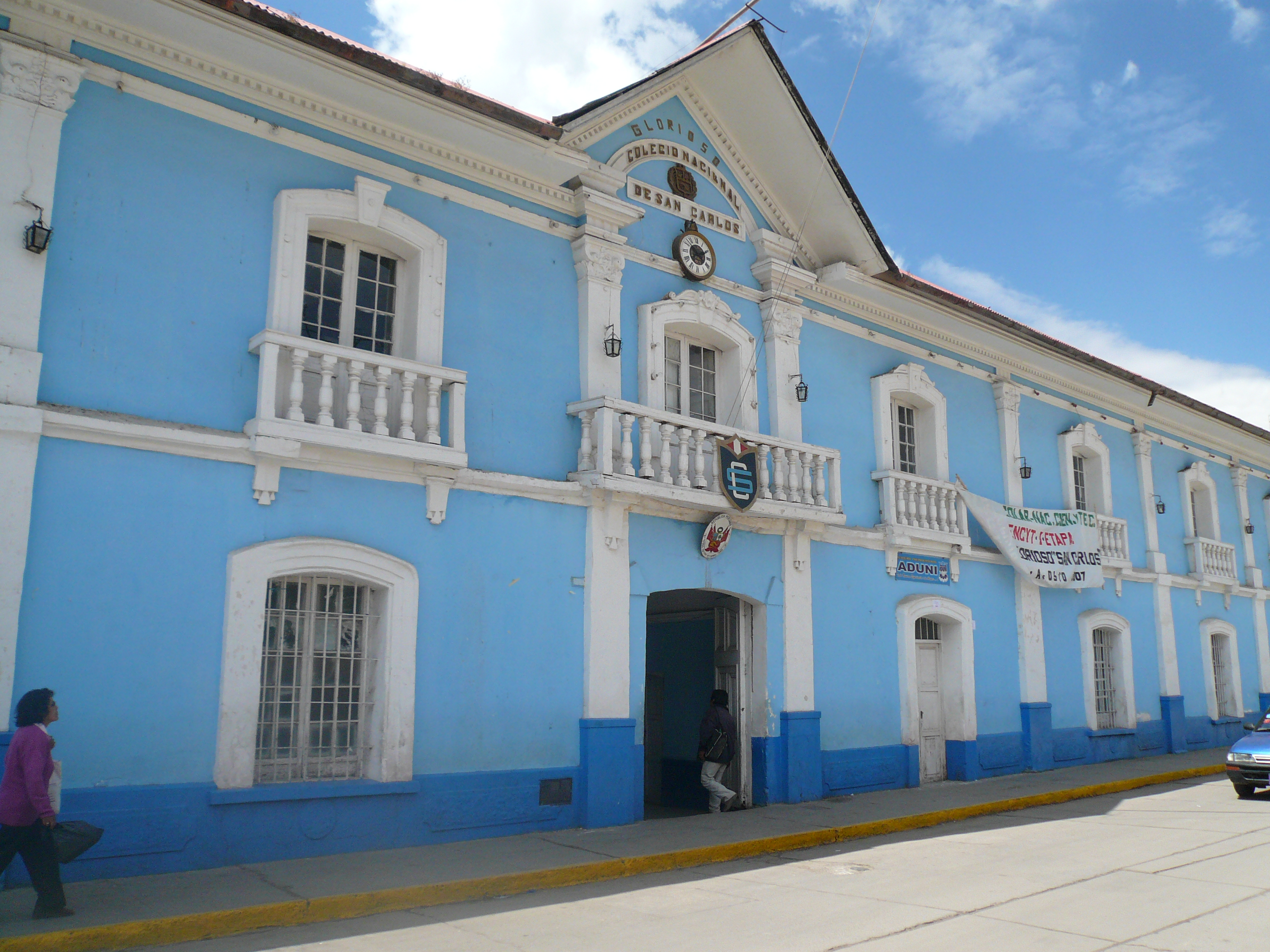
Glorioso Colegio Nacional de San Carlos de Puno, primer colegio de Puno.

La vieja casona, fue usada como salones del Colegio de Ciencias y Artes de Puno fundada por el Libertador Simón Bolívar en el sur del Perú en 1825, y la primera Universidad de Puno, ahora es un patrimonio cultural de la nación peruana y una reliquia para los ciudadanos de Puno.
Actualmente alberga al Glorioso Colegio Nacional de San Carlos, antes llamado Colegio de Ciencias y Artes, Colegio Nacional Secundario de la ciudad de Puno.
Cuenta la historia que en este lugar los soldados invasores chilenos, en la guerra del Pacífico, saquearon y quemaron toda la literatura puneña del tiempo, solo para calentarse por el intenso frío que sintieron en las noches puneñas, obligando a la gente del tiempo a mudarse a ciudades vecinas tales como Arequipa y Tacna.
Calle Lima: 
El pasaje peatonal más transitado de toda la ciudad que conecta el parque Pino con la plaza de Armas de Puno.
Mirador Kuntur Wasi: 

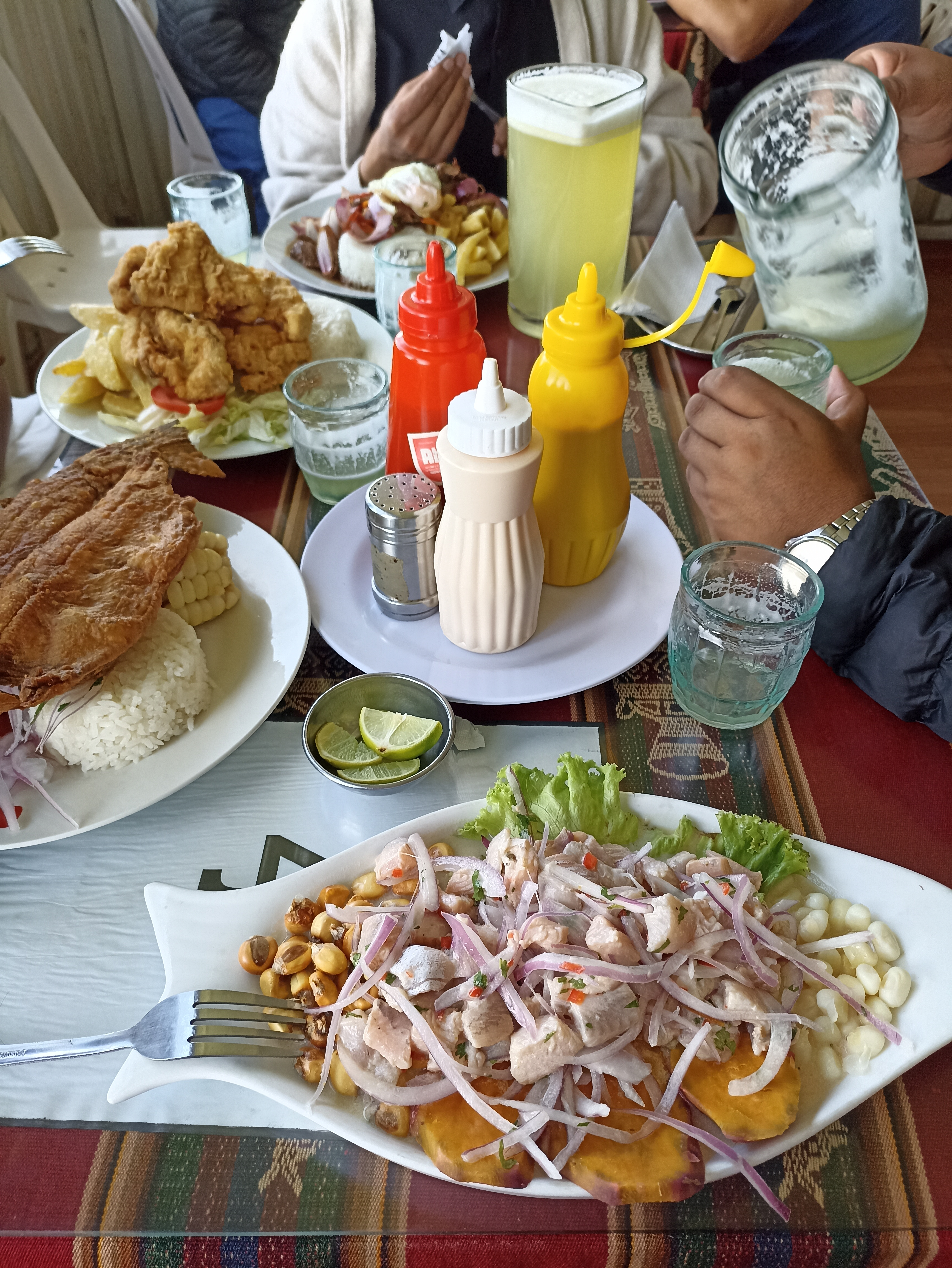
Ceviche y Trucha frita, parte de la gastronomía puneña más solicitada por el turista

Significa 'casa del cóndor', ubicado en la parte alta de la zona suroccidental de la ciudad y se encuentra un centro de percepción paisajística realmente impresionante.
Desde este mirador se puede apreciar una vista panorámica de la ciudad y del lago. El visitante puede acceder a este sitio privilegiado por una carretera o tomar las 620 gradas que llegan a la base del monumento edificado en honor al ave andina.
El cóndor realizado en metal tiene una envergadura de 11 m y se encuentra a 3.990 metros de altura.
Parque Mirador Puma Uta:
Ubicado en la zona de Alto Puno, en la entrada norte de la ciudad, este mirador, alegoría del puma, representa al centinela vigilante y protector de la ciudad lacustre.
El Titicaca, que significa 'puma de piedra', tiene aquí su imponente imagen levantada sobre una fuente de agua que representa al lago sagrado.
Este mirador ofrece a los visitantes una vista diferente sobre la ciudad y parte de la bahía interior de Puno.
Malecón ecoturístico de la bahía de los Incas: 
Ubicado a 3.815 metros de altura este dique artificial permite a los visitantes tener una vista sobre la bahía de Puno caminando a lo largo de un kilómetro a la orilla mismo del lago Titicaca.

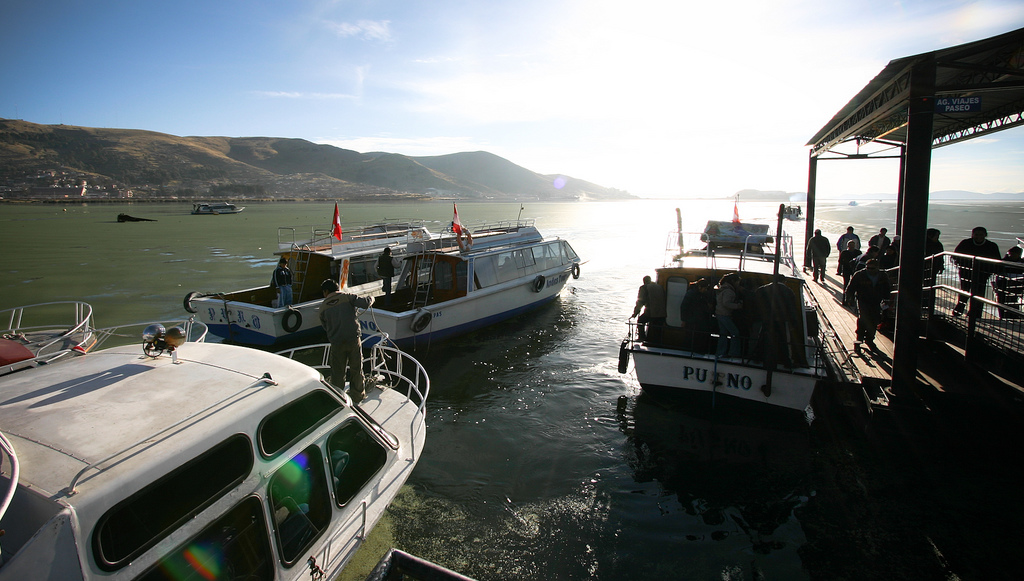
Puerto de Puno.

Este lugar alberga una laguna de 20 hectáreas donde turistas y residentes pueden dedicarse a los deportes náuticos. Los chorros de agua que surgen de la laguna permiten su oxigenación, impiden todo tipo de contaminación y facilitan la proliferación de las especias acuáticas.
Puerto de Puno: 
Es el primer puerto que se instaló en el lago Titicaca. Se cuenta que aquí en los tiempos de la guerra con Chile, el Gobierno peruano, ante la rebeldía de los puneños tuvo que llamar a la marina con tres buques de guerra para defender a nuestro lago peruano, pues en la actualidad este puerto es el más implementado y permite el intercambio cultural entre bolivianos y peruanos.
Isla Esteves: 
A 2 km de Puno, se encuentra un hotel para turistas.

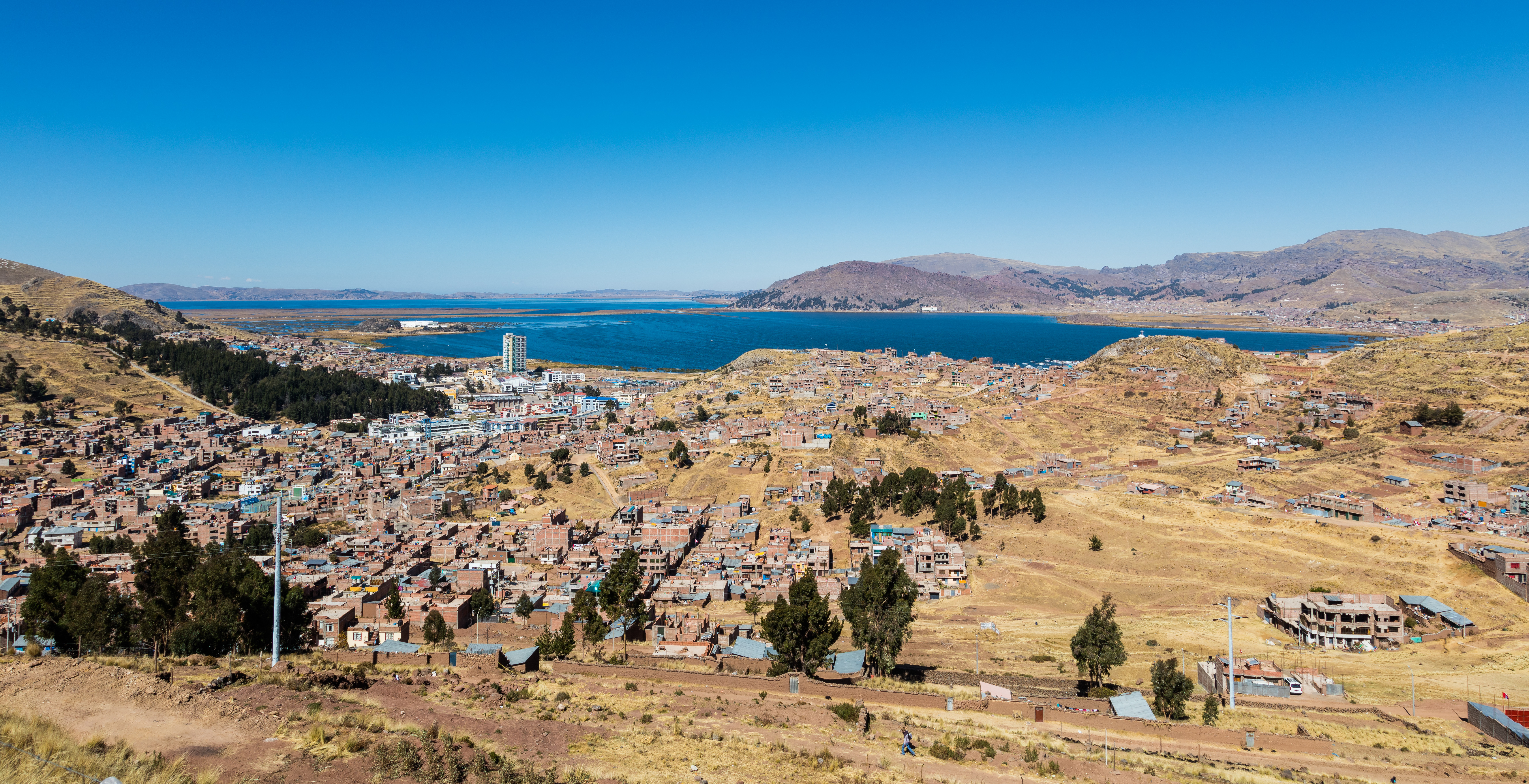
Panorámica de la ciudad de Puno con el Titicaca al fondo.

### Próximos de la ciudad
Sillustani
En una península de la laguna Umayo, a 34 km de Puno, se encuentra Sillustani, un cementerio donde se pueden ver una serie de impresionantes tumbas pertenecientes a la cultura colla (1200–1450) que se desarrolló en la parte septentrional de la laguna, en la localidad conocida como Hatuncolla.
Chucuito
El distrito de Chucuito está ubicado a una distancia de 16 km al sur de la ciudad de Puno.
Taquile
La isla de Taquile en el lago Titicaca, pertenece al distrito de Amantaní, está situada a 45 km de la capital regional. Cuenta con una población aproximada de 2200 habitantes. La villa principal se encuentra a 3.950 m s. n. m. y el punto más alto de la isla llega a los 4.050 m s. n. m. La isla pertenece al dominio lingüístico del idioma quechua.
Fue parte del Imperio incaico por lo que hasta el día de hoy se pueden apreciar algunos restos arqueológicos. Esta isla fue una de las últimas localidades peruanas que capitularon frente a los españoles en el siglo XVI. Los españoles prohibieron la vestimenta tradicional incaica, por lo que los isleños tuvieron que adoptar la vestimenta campesina que hasta el día de hoy usan.
Amantani
La isla de Amantani, perteneciente al distrito del mismo nombre, se encuentra al este de la península de Capachica, al norte de la isla de Taquile, en el lago Titicaca. Es de forma casi circular con un diámetro promedio de 3.4 km. Alcanza una superficie de 9,28 km², siendo la mayor isla de la parte peruana del lago. Su altura máxima, en la cima del monte Llacastiti es de 4150 m s.n.m., es decir 320 m sobre el nivel del lago (3810 m s. n. m.).
La población es de aproximadamente 800 familias, más el pueblo. Su principal medio de subsistencia es la actividad agrícola; producen papas, ocas, cebada y habas; en la actividad pecuaria sobresalen los bovinos y vacunos. Su actividad textil es semejante a la de Taquile, tanto en variedad como en diseño. Debido a la existencia de roca granítica en el cerro Llacastiti se ha desarrollado una actividad de corte y tallado de utensilios para el uso cotidiano y para elementos decorativos en la construcción.
Islas flotantes de los uros
Las islas flotantes de los uros son un grupo de islas artificiales hechas de totora construidas en el lago Titicaca. Sus habitantes son los uros, un pueblo ancestral que actualmente se distribuye en la meseta del Collao y que en el Perú, solo habitan en las islas flotantes ubicadas en la bahía de Puno.
La subsistencia en las islas flotantes se basa en una cultura ligada al lago y a la totora que brota del fondo del lago.
La construcción de estas islas se hace tejiendo las totoras en las zonas en donde crece más tupidamente, formando una capa natural a la que los uros denominan khili; sobre esta capa construyen sus viviendas, también de una malla tejida de totora a la que denominan estera. Cada vivienda es de una sola habitación y cocinan al aire libre para evitar incendios.
Las iglesias, escuelas y locales comunales suelen llevar techo de calamina. En las islas también construyen corrales para criar chanchos, cuyes y aves de corral.

## Vías de transporte

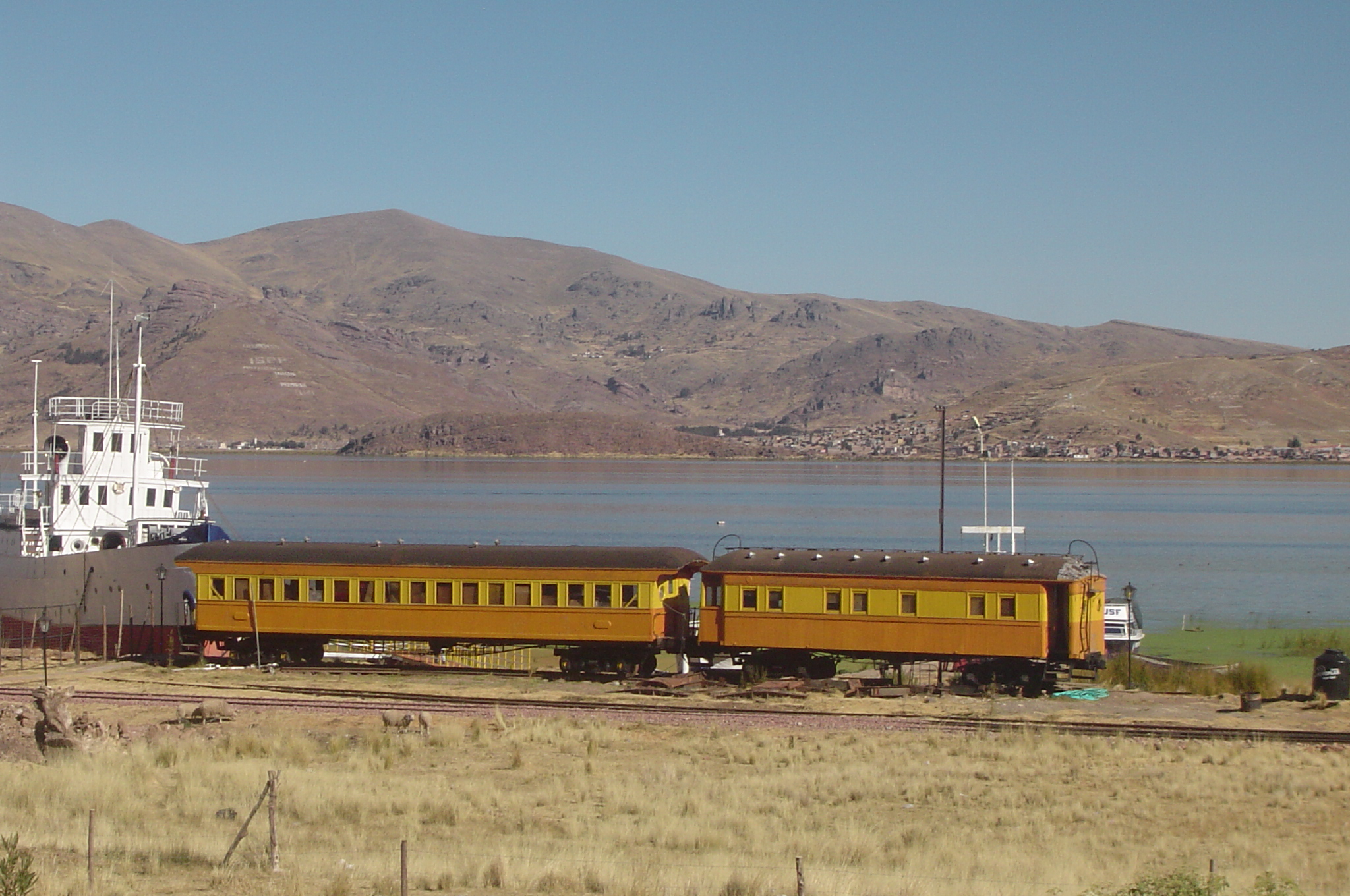
Tren de Puno.

La ciudad de Puno se encuentra a 1278 kilómetros (794 mi) al sureste de la ciudad de Lima. Por vía terrestre se comunica con Arequipa, Tacna, Cuzco, Moquegua, Juliaca, Ilave y con La Paz, Bolivia.
Desde la ciudad de Lima, el viaje terrestre dura 17 horas previa escala en la ciudad de Arequipa. También existe un servicio ferroviario a la ciudad de Cuzco y Arequipa. Este servicio es de diferentes clases.
Se cuenta con un Puerto, que comunica la ciudad con las diferentes islas e islotes del lago Titicaca. También se encuentran en el lago 3 buques militares, que se encargan de salvaguardar la soberanía peruana del lago.
Asimismo se encuentra conectado por vía terrestre con la república de Bolivia, ya que se localiza uno de los puentes internacionales más importantes de la frontera viva entre Perú y Bolivia, en Puente Internacional de Desaguadero. Por esta localidad está planeada la carretera interoceánica que unirá las costas pacíficas peruanas con las costas atlánticas brasileñas.
A 45 minutos de la ciudad de Puno se encuentra la ciudad de Juliaca donde está el Aeropuerto Internacional Inca Manco Cápac que recibe vuelos de las ciudades de Lima, Cuzco y Arequipa, el tiempo de vuelo al Aeropuerto Internacional Jorge Chávez de Lima es de 1 hora y 45 minutos.
También se cuenta con helipuertos para la llegada de personajes especiales, estos están ubicados en Alto Puno, y en Salcedo.

### Idioma
En Puno los idiomas más hablados son: el español o castellano, el aimara y el quechua.

## Cultura

### Fiesta de la Virgen de la Candelaria
Declarada por la Unesco como Patrimonio cultural inmaterial de la Humanidad, cada año se celebra la fiesta patronal más grande de todo el Perú, en homenaje a la Virgen de la Candelaria, patrona de la región. Se trata de una manifestación de sincretismo religioso que vincula la fe católica y la religiosidad andina. El festejo a la virgen se asocia al festejo a la Pachamama o 'Madre Tierra'.
La fiesta se desarrolla día tras día durante las dos primeras semanas del mes de febrero. En esa fiesta más de 200.000 danzarines y músicos de todo el departamento, alegran y adornan las calles de Puno. Este espectáculo sin par se podría considerar como una singular muestra de la riqueza cultural de los Andes sudamericanos.
La magnitud y trascendencia de la fiesta, ha contribuido para que el Instituto Nacional de Cultura por R.D. n.º 655/03 del 2 de septiembre de 2003, declare a la Festividad de la Virgen de la Candelaria de Puno, como Patrimonio Cultural de la Nación, por ser una expresión de las manifestaciones tradicionales de la cultura viva que caracteriza a las comunidades asentadas en la sierra sur del Perú, y que contribuye a la identidad regional e internacional, en el 2024 trajo más de 305.000 millones de soles que promovió el turismo, hotelería, músicos, bandas, accesorios, infraestructura, etc, en la región de Puno, la cual tuvo un gran impacto en la reactivación económica ya que la última vez se canceló la festividad por la pandemia de coronavirus 2021 y las protestas sociales en 2023.

### Bailes tradicionales
El reconocido etnólogo y escritor José María Arguedas, considerado como uno de los escritores indigenistas más importantes del Perú, calificó el 17 de marzo de 1967 a Puno como «la otra capital del Perú» y sería designada el 7 de noviembre de 1985 por Decreto Ley N.º 24325 como «Capital del Folklore Peruano».Puno recibe denominaciones y títulos, ya que posee según el Instituto Nacional de Cultura más de 350 danzas, asimismo, destaca la variedad canciones, vestidos y máscaras que representan a personajes surgidos de leyendas centenarias que hacen del folclore puneño la bandera del folklore peruano.
Danzas mestizas o trajes de luces del Perú
Entre las principales danzas puneñas está la pandilla puneña, donde se retrata al antiguo mestizo puneño, proviene del vals peruano y la marinera esta danza nos muestra como el puneño galantea con la «cholita puneña», enamorando y jugando en una especie de danza juvenil a espaldas de los padres que prohibían esta clase de galantería en esas fechas, en la actualidad todos los puneños de todas las edades la practican, existen escuelas en donde se fomenta más un propio estilo con su melodía propia de la danza.
La diablada puneña, se baila especialmente en al festividad de la Virgen de la Candelaria, es parte integral del repertorio teatral hispano-andino mediante los autosacramentales, creado para enseñar a los amerindios los preceptos de la fe cristiana y la historia del imperio, según el punto de vista de los colonizadores. 
La morenada, conocida en sus inicios como la danza de los morenos en el virreinato del Perú, bailado por los aimaras disfrazados de negros y representando personajes como el caporal y la tropa de negros. Durante la época imperial ya se tiene registro de población negra en el altiplano puneño, tal como lo documenta en 1603 Ludovico Bertonio, jesuita italiano afincado en Juli, Puno. "A estos negros, la población andina los llamaba: Ch’ara o yanaruna. Y a la geta pronunciada que tenían, decían: Lakha llint’a. A inicios del siglo XVII, según González Holguín y Bertonio, a los africanos se les aludía indistintamente como negros o morenos.
En la festividad Virgen de la Virgen de la Candelaria se puede apreciar otras manifestaciones tales como: Rey Caporal, Tundiques Caporales, Rey Moreno, Waca Waca, Kullawada, Llamerada, entre otros.
Danzas autóctonas del Perú:
Entre muchas, se encuentran, sicuris, chacareros, llameritos, yapuchiris, carnaval de Tambillo, cashua de Capachica (del quechua qhachwa), Jakelos, los Chuqchus, Cahuiris, Sicumorenos, Unu Cajas, Carnaval de Capullani, Satiris, Tinti Wacas, Pinquilladas, Ayarachis, Choque Lluscajake, Lakitas de la Isla de Anapia, Tuntuna o Saya, Sicuris, Carnaval de Vilque, Chullo Kawas de la Isla de Suana, Carnaval Molino Kapía, Wapululos, Wifalas, Vicuñitas, Papa Tarpuy, Tita Titas, Llamayuris, Mallku Condoriri, Kajchas, Carnaval de Patambuco, Chakalladas, Tucumanos, danzas agrícolas como el Chusqui-Chuspi, eróticas como la K'aqcha, marciales como el Qhapu y otras agrícolas como los carnavales o ceremoniales como el Casarasiri, etcétera.

### Feria de la Alasita
La fiesta tradicional de la región Puno se basa en las creencia de poseer una casa, carro, tienda y entre otros. La fiesta tradicional se concentra en su finalidad y creencia, ya que, según se piensa, aquellas son las representaciones de los deseos de aquellas posesiones que los compradores quieren tener en tamaño real. Las Alasitas son objetos pequeños, ya sean estos casas, autos, electrodomésticos, que son elaborados por los artesanos de la localidad y expuestos y vendidos en ferias. El atractivo de las alasitas, se concentra en su finalidad y creencia, ya que, según se piensa, aquellas son las representaciones de los deseos de aquellas posesiones que los compradores quieren tener en tamaño real. 
Una de las prácticas rituales que se realizan con alasitas, es aquella donde tiene papel el Ekeko, un ídolo prehispánico que representa la abundancia y a quien se sahúma para conseguir el objetivo representado en la alasita. Antiguamente la feria de las alasitas tenía como práctica de intercambio el trueque, en la actualidad, son pocos o ninguno los artesanos que lo siguen teniendo como medio de pago y muchos prefieren el intercambio monetario. Los ekekos son amuletos para atraer prosperidad y abundancia, según una creencia del Altiplano (meseta alrededor del lago Titicaca). Así que cuanto más cargado el Ekeko, mayor es la promesa de riqueza para su dueño. Muchas familias peruanas tienen un ekeko en casa y su imagen suele aparecer en boletos de lotería.
En el Perú la fiesta principal se celebra el 3 de mayo de todos los años en la ciudad de Puno, en el cerro Machallata. En el año 2016 la Fiesta de Alasita y miniaturas del Altiplano de Puno fue declarada Patrimonio Cultural de la Nación del Perú, por su expresión de religiosidad popular de raíces prehispánicas, adaptada a las circunstancias históricas, siguiendo la evolución de las necesidades y anhelos de la población en un constante proceso de transformación. Esta declaración permite sustentar que las ferias de alasitas y la utilización ritual de miniaturas propiciatorias forman parte del Patrimonio cultural inmaterial del Perú. 

“Declarar Patrimonio Cultural de la Nación a las Ferias de Alasitas y Miniaturas del Altiplano de Puno, región Puno, como expresión de una religiosidad popular de raíces prehispánicas que ha sido adaptada a las circunstancias históricas, siguiendo la evolución de las necesidades y anhelos de la población en un constante proceso de transformación, siendo hoy en día de los rasgos característicos de la identidad cultural del pueblo peruano”

## Deportes

### Fútbol
El principal deporte practicado en la ciudad es el fútbol, al igual que en el resto del país. Los equipos más históricos y populares para la afición puneña son: el Club Deportivo Alfonso Ugarte y el Club Deportivo Unión Carolina, quienes disputan el Clásico de la Ciudad de Puno.
| Clubes de Fútbol             |                       |                                 |           |
| Equipo                       | Fundación             | Estadio                         | Liga      |
| Unión Carolina               | 9 de junio de 1905    | Estadio Carolino GUE San Carlos | Copa Perú |
| Alfonso Ugarte               | 7 de junio de 1928    | Enrique Torres Belón            | Copa Perú |
| Carlos Varea                 | 2 de mayo de 1952     | Enrique Torres Belón            | Copa Perú |
| Policial Santa Rosa          | 22 de febrero de 2002 | Enrique Torres Belón            | Copa Perú |
| Estudiantes Puno             | 1996                  | Enrique Torres Belón            | Copa Perú |
| Deportivo Universitario Puno | 2010                  | Monumental UNA                  | Copa Perú |

### Escenarios deportivos

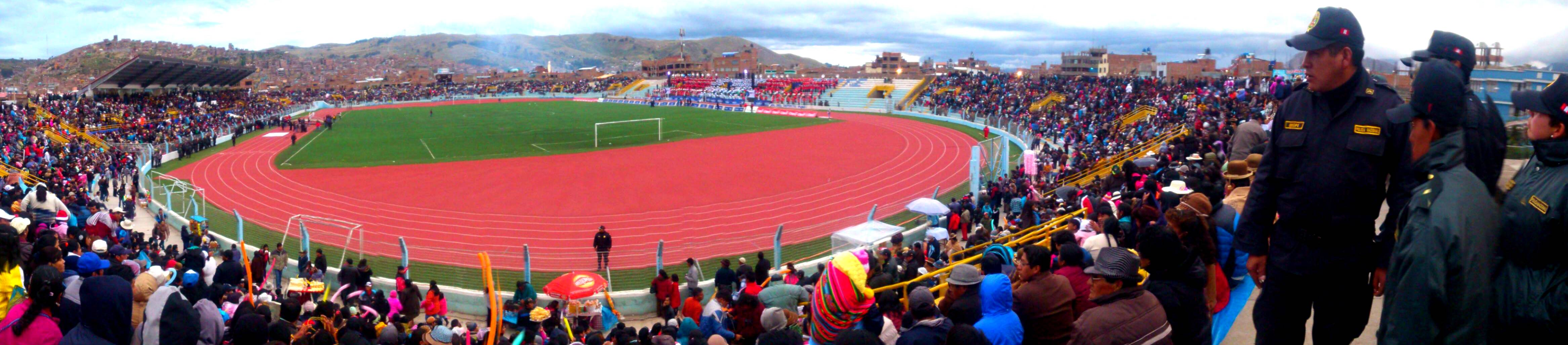
Estadio Enrique Torres Belón.

El principal recinto deportivo para la práctica del fútbol es el estadio Enrique Torres Belón, ubicado a pocos metros del lago Titicaca, a 3.829 m.s.n.m es uno de los más altos del mundo, ubicado en la ciudad de San Carlos de Puno en el departamento de Puno es uno de los escenarios considerado único en el mundo, construido de piedra en su totalidad. Cuenta con una capacidad total para 15 000 espectadores.
Luego le sigue el estadio Monumental de la UNA que también es para la práctica del fútbol que se encuentra en el campus de la Universidad Nacional del Altiplano y que también le pertenece a la casa de estudios, y tiene capacidad de 25 000 espectadores (la tribuna norte todavía en construcción) y posible mente el mejor estadio del departamento de Puno que también se encuentran en la ciudad de San Carlos de Puno

## Universidades
- Universidad Pública Altiplano (UNAP)
- Universidad Privada San Carlos (UPSC)
- Universidad Privada Andina - Sede Puno (UANCV)

## Comunicaciones

### Canales de televisión locales
- TV UNA (de la Universidad Nacional del Altiplano).
- Libertad Televisión.
- Puno TV.
- TV Latina.
- Cosmos Televisión.
- Foro TV

### Emisoras de Radio locales
- Radio Onda Azul.
- Radio Pachamama.
- Radio Universidad.
- Radio CIPBAN.
- Radio Tentación.

### Diarios y Periódicos locales
- Los Andes
- Sin Fronteras - Puno
- Puno Vive

## Ciudades hermanas
- Juliaca, Perú
- Tacna, Perú[27]
- Iquique, Chile[27]
- Arica, Chile[27]
- Calama, Chile[27]
- La Paz, Bolivia[27]
- El Alto, Bolivia[27]
- Copacabana, Bolivia
- Candelaria, Tenerife, España (2025)[28][29][30]